# 福山城 (備後国)
福山城（ふくやまじょう）は、広島県福山市丸之内1丁目にあった日本の城。城跡は国の史跡に指定されている。久松城（ひさまつじょう）、葦陽城（いようじょう）とも呼ばれる。日本における近世城郭円熟期の代表的な遺構であり、2006年2月13日、日本100名城に選定された。2018年7月30日には福山城跡の天守閣部分に対し、広島県内では初の事例となる景観重要建造物の指定がされた。2020年から2022年にかけ、築城400年を記念した大規模な改修工事が行われた。

## 概要

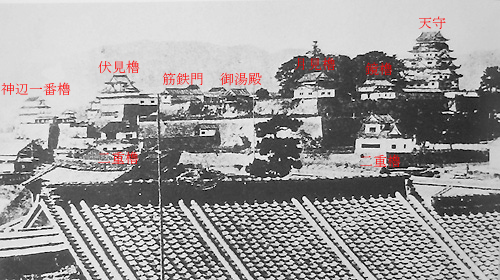
在りし日の福山城

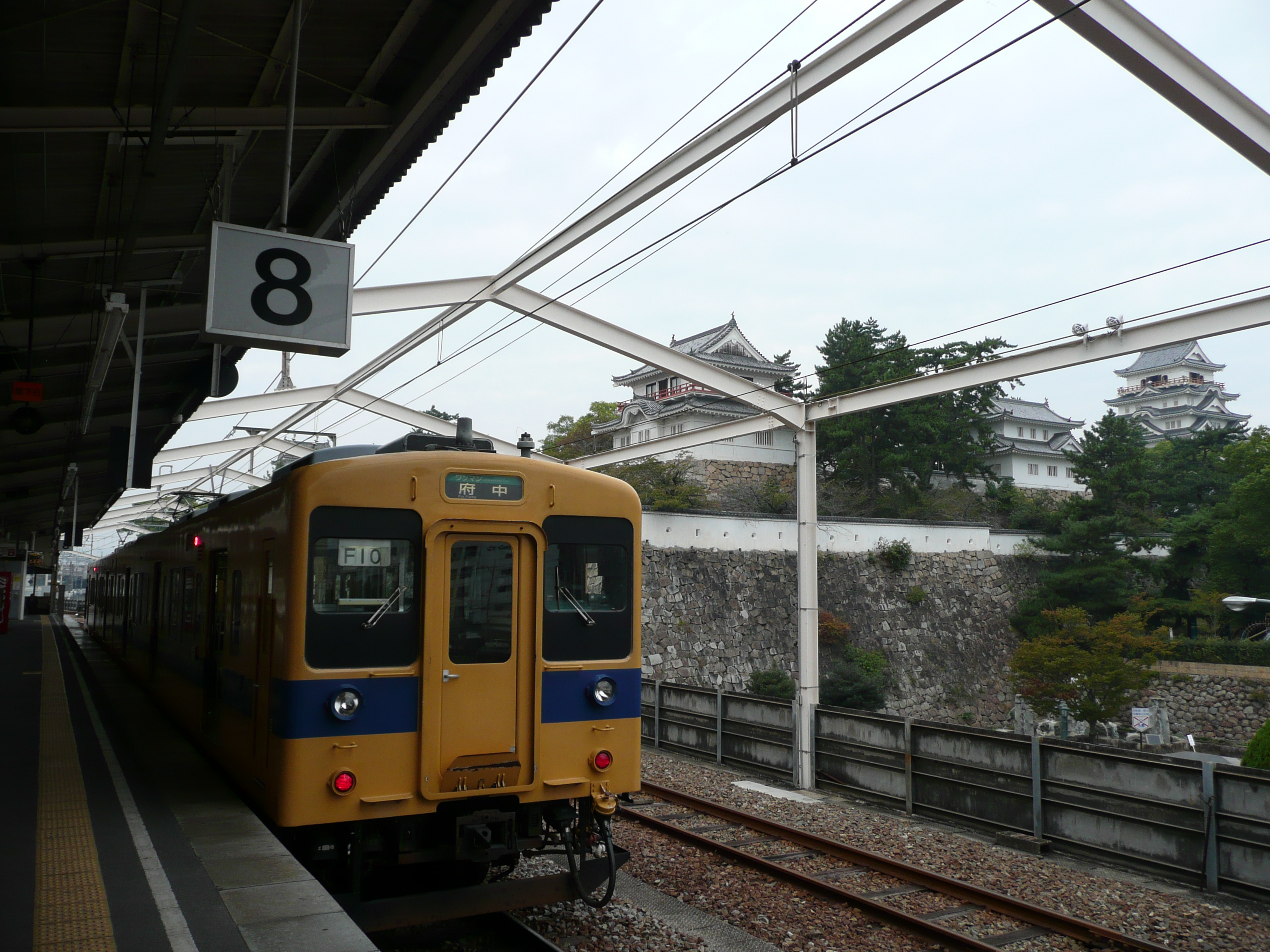
福山駅の8番線ホームから見える福山城

福山城は1615年（慶長20年）の一国一城令発布後の元和8年（1622年）に竣工した城である。大規模な新規築城による近世城郭では最後の例となった。備後福山藩の藩庁かつ藩主の居城であった。形式は輪郭式の平山城だが、2重の堀や瀬戸内海へ抜ける運河を持つために海城としても知られる。五重の天守と7基の三重櫓を有していた。
1873年（明治6年）の廃城令によって、大蔵省の所管となり、建物の払い下げ、取り壊しが実施されていたが、翌1874年（明治7年）に所在自治体の福山町などの請願によって、本丸の天守（付櫓を含む）・筋鉄御門・伏見櫓・御湯殿・鐘櫓の5棟の建築物が残されることとなった。その内鐘櫓を除く4棟について、国宝保存法の国宝に指定された。天守以外のこれらの現存建築は、福山城の築城時に伏見城から移築されたものであったが、昭和20年（1945年）の福山大空襲によって、伏見櫓、筋鉄御門（ともに、国の重要文化財）を残して焼失している。
一方、本丸以外の城郭遺構については、昭和初期までに城北側にある堀をかねた吉津川以外のすべての堀が埋められ、三の丸は大半が市街地と化すなど遺構の破壊が進んだ。石垣も概ね本丸と二の丸の大部分と三の丸のごく一部に残る。

現在の天守（付櫓含む）、月見櫓、御湯殿は1966年（昭和41年）に鉄筋コンクリート構造で復興されたものである。再建された天守内部は福山市立福山城博物館として利用され、天守最上階の回縁からは市街を360度見渡せ、晴れた日には瀬戸内海を望むこともできる。三の丸南側はJR福山駅が東西に貫き、新幹線や福塩線のホームからは、天守や伏見櫓が聳立する本丸跡を間近に望むことができる。

## 歴史・沿革

### 築城以前の備後南部

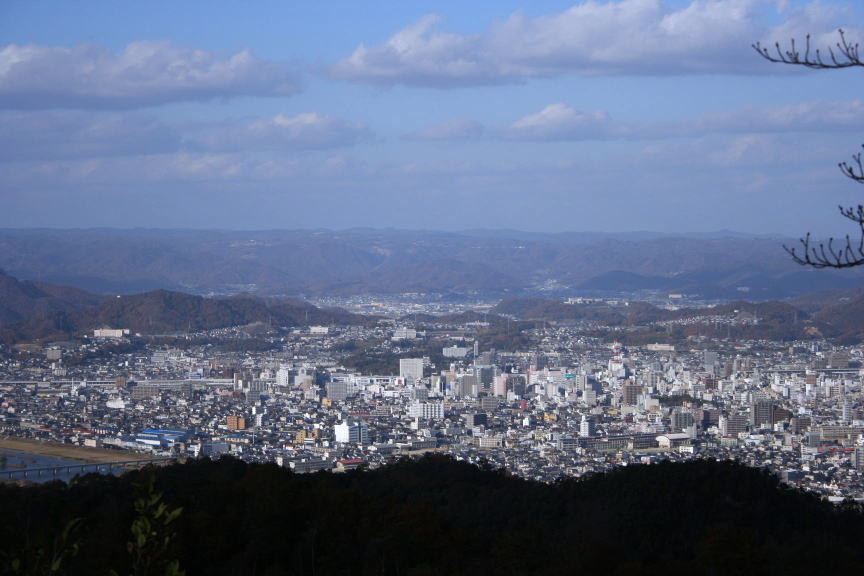
南西から見た福山市街（中央付近手前の山が福山城）

福山城築城まで福山と呼ばれる街はなかった。福山城周辺は「杉原保」と呼ばれ古代から荘園として栄えていた。安土桃山時代には「野上村」と改称され、福山城の建つ丘陵は北側から連なる山並みの先端部で「常興寺」と呼ばれる寺が建てられていた。常興寺は築城に際して城下北部に隣接する吉津村に移され、野上村は城下南西の新開地に移された（現在の市内野上町周辺）。南側は海が間近に迫る芦田川のデルタ地帯で大部分は湿地帯や田畑となっていたようである。この時の備後南部の中心地は福山城から北東約6キロメートルに位置する西国街道沿いの神辺で、ここに備後国の政庁である「神辺城」があった。また、海においては福山城から南約12キロメートルにある沼隈半島南端の鞆の浦が海上交通の要衝となっていた（福山 (城下町)も参照のこと）。

### 福山藩の成立と築城
福山城は江戸時代初期、元和偃武の後に建造された近世城郭で最も新しい城である（厳密には赤穂城や松前城など福山城より後に築かれたものもあるが、慶長期から続く近世城郭の体系に含まれる大規模な新規築城では最後としてよいだろう）。元和5年（1619年）、関ヶ原の戦い以降備後国・安芸国の2国を治めていた福島正則が武家諸法度違反により改易されたことから、 徳川家康の従兄弟である水野勝成 が毛利氏など西日本の有力外様大名に対する抑え（西国の鎮衛）として備後国東南部と備中国西南部の計10万石を与えられ、大和国の郡山藩から転封する。入封時の領地目録上は備後神辺城主であったが、勝成の進言により神辺城はやや内陸にあり過去に何度も落城した歴史があったことなどから、一国一城令が徹底されていたこの時期としては異例の新規築城が行われることになったといわれる。
城地は瀬戸内海との往来や西国街道との距離が考慮され深津郡野上村の常興寺山（常興寺）一帯が選定された。なお、江戸時代後期の地誌によると現在の福山城から北西約12キロメートルにある桜山（市内新市町）や南東約7キロメートルにある箕島（市内箕島町）も城地の候補として検討されたとされ、書籍等にはこの記述を採用するものも多くあるが、これ以前の資料にはそうした記述は全く確認できず、また、地理的にも桜山はあまりに内陸であり箕島は沼隈半島に隣接する完全な島（現在は埋め立てにより半島となっている）であるなど、信憑性に疑問が指摘されている。築城に際し城地に含まれた常興寺は近郊の吉津村（現在の市内吉津町）に移転され、北側は東西方向に切り開き総構えの堀を兼ねた川（吉津川）が通された。干潟であった南側は干拓されて城下町が開かれ、この町は福山と名づけられた（藩の詳細な歴史については「備後福山藩」を参照のこと）。
築城は低湿地な場所での工事も多くあったため、元和6年（1620年）に芦田川の流れを城の北側にある吉津川に分流しようとする工事が大水害により中断されるなど、困難を極めたといわれる。城の用材には福山城の築城に伴い廃城となった神辺城はもとより、江戸幕府より下賜された伏見城の遺材も多く用いられた。この時、伏見城から移築された建造物としては伏見櫓や月見櫓、御殿（伏見御殿）、御風呂屋（御湯殿）、鉄御門、追手御門、多聞櫓などがある。また、幕府から石垣奉行2名が派遣されている（俗説では小幡景憲の名も挙げられているが、創作だと思われる）。そして、築城開始から3年近くの歳月を要した元和8年（1622年）に福山城は完成する。2重の付櫓が取り付く複合式の五重天守や三重櫓7基、二重櫓16基、総延長291間（約570メートル）の多聞櫓と、10万石の大名の城としてこの規模は特筆に値する。さらに築城後には幕府公金から金12,600両・銀380貫が貸与されるなど、天下普請に準じる扱いを受けており、福山城が西国街道と瀬戸内海の要衝を護る城として幕府に期待されていたことがうかがえる。なお、築城時の縄張りは若干の改修はあったものの基本的に廃城まで維持されている。

### 水野時代の終焉
勝成の死後、勝俊、勝貞、勝種と続いたが、元禄11年（1698年）5代藩主水野勝岑の早世により無嗣除封となり、福山藩は一時的に天領とされる。福山城の受け取りは伊予国今治藩松平定陳と安芸国三次藩浅野長澄によって、城の管理は讃岐国丸亀藩京極高或によって行われた。このとき領内全域で備前岡山藩による検地が行われ、福山藩の石高（表高）は10万石から5万石増の15万石と査定される。元禄13年（1700年）、出羽国山形藩より松平忠雅が水野時代から5万石分の領地を削減された10万石で入封する。しかし、忠雅は10年後の宝永7年（1710年）に再び伊勢国桑名藩に移封させられ、同年、阿部正邦が下野国宇都宮藩より10万石で入封する。その後、正福、正右、正倫、正精、正寧と続くがそのほとんどが江戸住まいで福山に帰城することも希であった。また、阿部氏の時代は危機的な財政難が続いたこともあり、享保15年（1730年）には本丸御殿の奥向部分が江戸藩邸に移され、寛延3年（1750年）には二の丸下段の城米蔵が取り壊されるなど、必要性の薄まった施設は撤去されていった。

### 福山城での戦闘・幕末
慶応元年（1865年）、阿部家9代藩主阿部正方が第二次長州征伐参加のため石見国へ出兵することになり、その準備を行っていたところ、二の丸南側の櫛形櫓で火薬が爆発し隣接する鎗櫓、鉄砲櫓、番所が櫓内の武器と共に焼失した（これらの櫓が再建されることはなかった）。この火災は閉門後であったため死者は番人1名に留まったが城下は大混乱に陥ったといわれる。その後、長州軍との戦いは完敗し、兵を引き揚げた福山藩は幕末の動乱を傍観していたが、第二次長州征伐から3年後の慶応4年（1868年）1月9日に西国における幕府側の重要な拠点であった福山城が初めての攻撃を受けることになった。
王政復古により新政府軍（長州軍）は徳川譜代である福山藩を朝敵と見なし備後国へ侵攻した。福山藩はこの直前に藩主阿部正方が急死し藩内の実権を勤皇派が握っていたことなどから、藩主の死を秘匿し当初から迎撃を諦めて福山城に篭った。城下の手前まで進入した新政府軍はまず城の北西（現在の市内北本庄町）にある円照寺に陣取り福山城の北側から大砲による攻撃を開始する（焼失前の天守にはこのときの弾痕が残されていた）。その後、新政府軍は城内へと進攻し小丸山や松山から城に銃撃を浴びせるが、福山藩の反撃により新政府軍の藩兵3名が戦死した。しかし、福山藩首脳らの奔走により新政府軍が本格的な攻撃を開始する前に福山藩は恭順を許されることになった。これにより城下は戦火から守られたが、後に福山藩兵は新政府軍の先兵として不遇の扱いを受けることになった。正方は世継がないまま死去していたが、福山藩は幕末の混乱に乗じて安芸広島藩藩主浅野長勲の実弟阿部正桓を養子に迎えることでお家断絶を回避し版籍奉還を迎えた。なお、正方の遺体はこの戦いの直前に小丸山に仮埋葬されていたが、明治2年（1869年）に市内北本庄町の小坂山（現在の小坂山神社）に築かれた墓所へと移された。

### 明治維新 - 福山大空襲

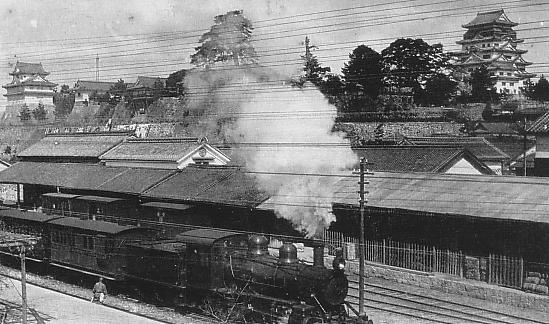
戦前の福山駅

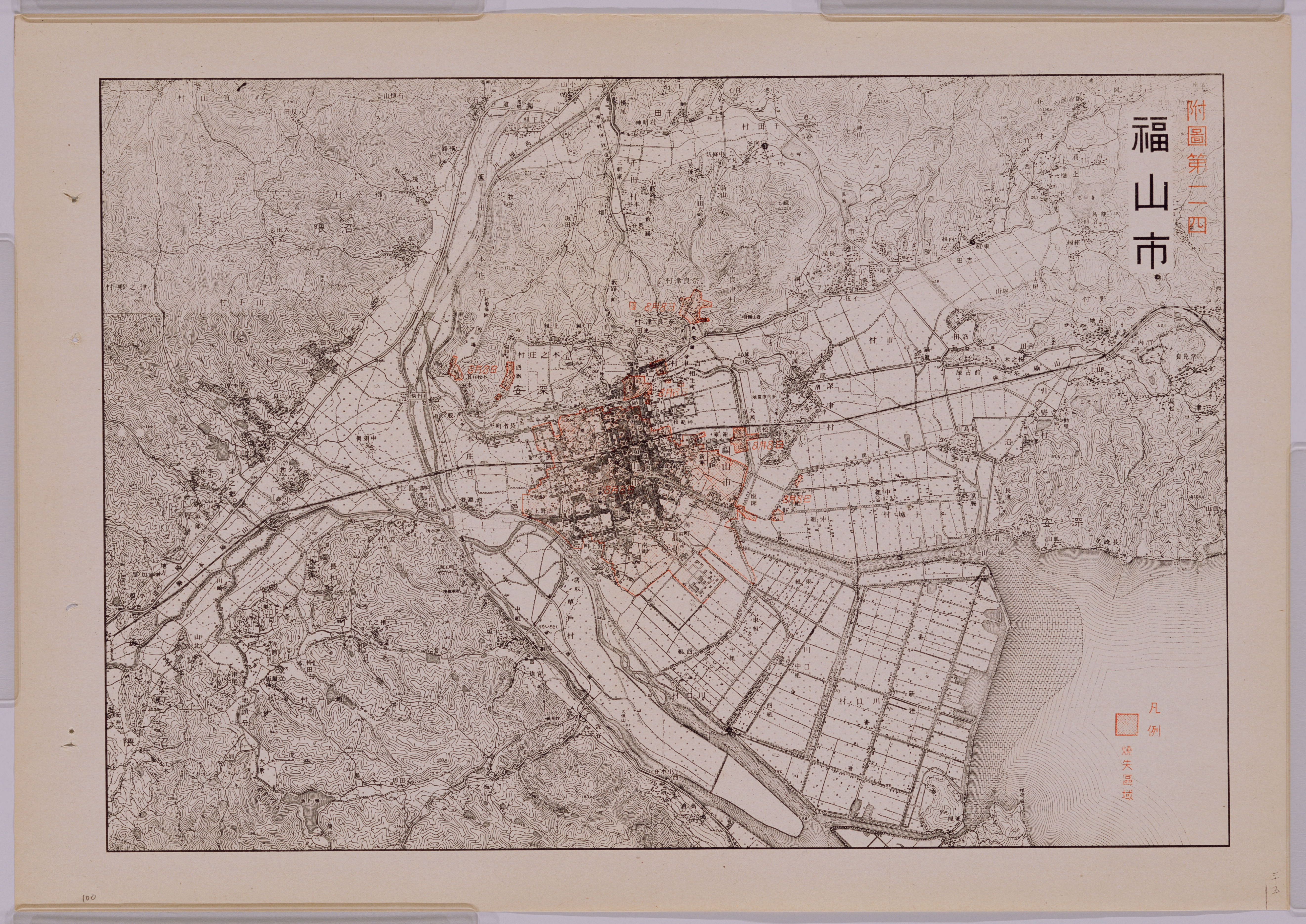
1945年戦災概況図

明治維新後の廃藩置県により福山藩は福山県となり、それから数年の間に県名や県域の変更を繰り返した。
明治6年（1873年）の廃城令により廃城となり、ほとんどの施設は民間に払い下げられ、建物は建築資材として売却・解体され天守、伏見櫓、筋鉄門、御湯殿、鐘櫓、涼櫓、などを残すのみとなり、本丸を除いた敷地のほとんどが売却され宅地や農地などに転用された。
堀の大部分は、官有のレンコン畑として利用されていたが経営難となり、内堀は明治24年（1891年）に民間に売却され、昭和初期までに福山駅の拡張などにより完全に埋められた。
外堀も随時売却され、明治24年（1891年）までに山陽鉄道の線路敷設のため南部の東西が埋められ、東南部は大正3年（1914年）に両備軽便鉄道駅舎（両備福山駅）の建設により埋められた。
他の堀も工場や宅地などに姿を変え、最後まで残った北西外堀は昭和10年（1935年）に福山女学校（現：葦陽高校）の運動場として埋め立てられた。
本丸は、明治7年（1874年）に歴史的記念物の破壊を惜しむ周辺自治体の誓願により下賜され、明治8年（1875年）に「福山公園」として整備されたが、傷みの進む天守の修復費用を確保できないことなどから、明治17年（1884年）に広島県へ返納された。
ところが、県は天守の修復どころか公園の維持費すら出し渋ったため、天守の破損は進み園内も荒廃した。これに対し地元有志は月見櫓跡に、貸席「葦陽館」を建設するなど活性化策を講じるがうまくいかず、見かねた福山町は県に公園の移譲を請願し、明治29年（1896年）に認可され、明治30年（1897年）に天守、伏見櫓、筋鉄御門、御湯殿の修理が行われた。
昭和になると福山城の文化的価値が再評価され、昭和6年（1931年）に天守が、昭和8年（1933年）には伏見櫓、筋鉄御門、御湯殿が国宝に、昭和11年（1936年）には本丸が史跡に指定された。二の丸の南側は大正4年（1915年）に所有者の植樹した桜が咲き乱れるようになり当地方随一の桜の名所として市民に親しまれた。
しかし、太平洋戦争末期の昭和20年（1945年）8月8日、米軍の空襲（福山大空襲）により天守、御湯殿、涼櫓など城下に残る多くの文化財と共に焼失した。

### 戦後の復興 - 現在

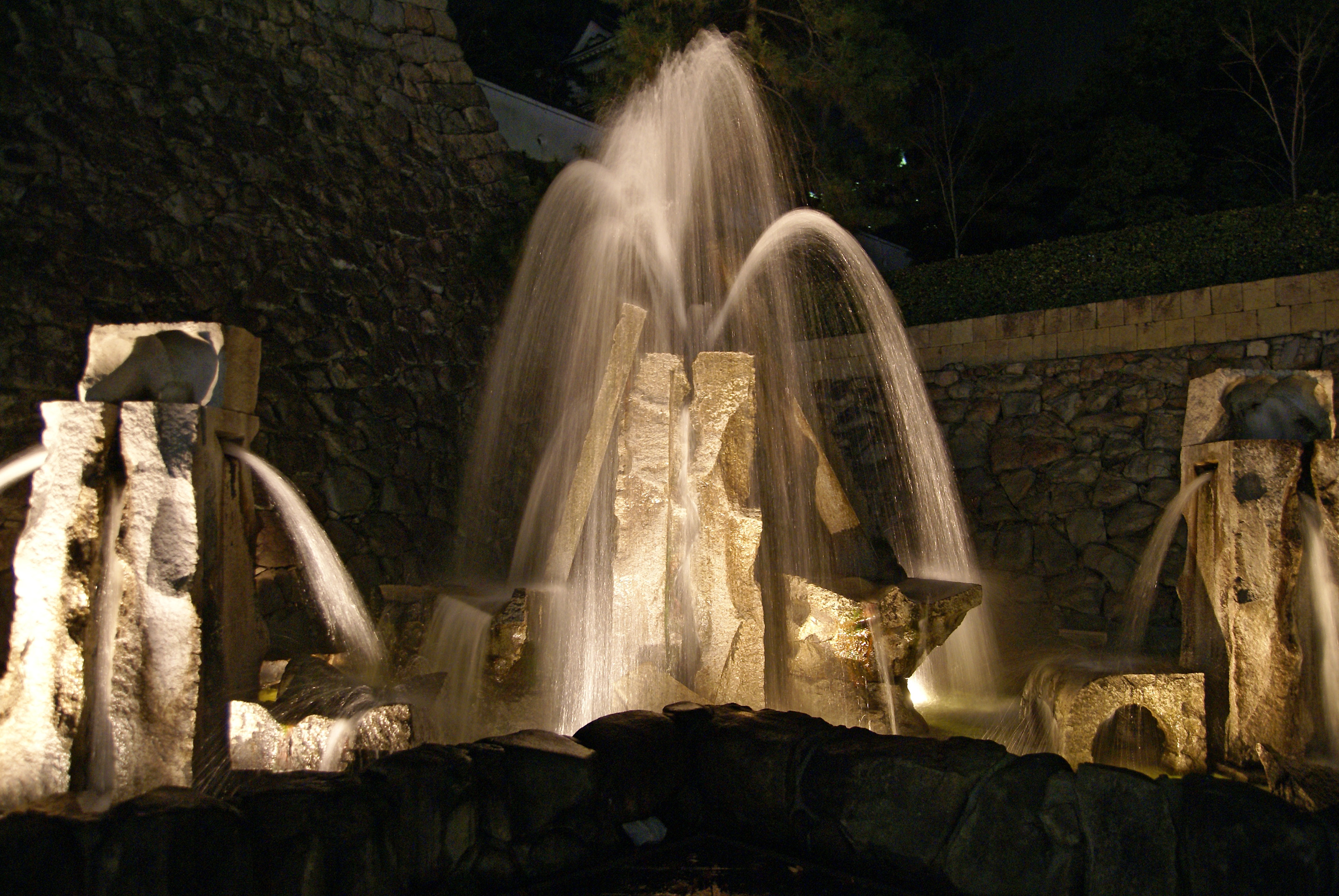
内堀を模した親水施設

戦後、焼け野原となっていた福山市街は区画整理により大幅に区分と町名を変えた。本丸はしばらく荒廃した状況が続き二の丸は住宅が徐々に再建され三の丸は再び市街化していった。
昭和39年（1964年）2月7日に、本丸・二の丸が国の史跡に指定され民有地であった二の丸は買収されることになった。
昭和41年（1966年）に、福山市の市制50周年記念事業として天守、月見櫓、御湯殿が復興される。
昭和46年（1971年）に、小丸山の大半が市による造成で破壊されるなど開発も進められた（#小丸山を参照）。
昭和48年（1973年）に、市民らの寄付により鏡櫓が、昭和54年（1979年）には福山市により鐘櫓が復興された。
昭和63年（1988年）頃から、三の丸西側はふくやま美術館や広島県立歴史博物館が建てられ「文化ゾーン」として整備された。ただ、文化ゾーン内に埋没する外堀が復元されることはなく、逆に小丸山は美術館建設に伴う周辺整備により更に改変され、博物館建設地で発掘された遺構も大部分が撤去されるなど破壊された。
平成17年（2005年）、三の丸のあったJR福山駅北口の分譲マンション建設現場で外堀の石垣が発掘され、保存の是非を問う声も出たがマンションの建設は継続され、撤去された石垣は市内吉津町の実相寺の石垣に再利用された。その後も、同様の問題が発生する懸念が指摘されていたが、駅周辺で駅前整備計画や民間の都市再開発計画が進められた。
平成18年（2006年）に、住宅地のあった二の丸に隣接する三の丸東側を福山市が用地買収し公園として整備事業が行われ福山駅北口に面する二の丸石垣の直下は、内堀の近接していたことから親水施設が造られたが、本来の内堀とは規模・形状は全く異なっており、工事により本来の遺構を破壊した可能性も指摘されている。
平成18年（2006年）2月13日、日本100名城（71番）に選定された。同年8月、福山駅南口周辺から駅前整備に伴う発掘調査により三の丸御水門周囲の石垣が出土し羽田皓福山市長は、できるだけ計画変更を伴わない保存、活用を探るとして、遺構の破壊がさらに進む可能性が高まった。
天守等の復興から約40年間放置されていた福山城の遺構（二の丸帯曲輪西側）を整備しようとする動きがあり、平成19年（2007年）度から調査が開始される予定となっていたが、2007年度を過ぎても進展のないままとなっている。
平成19年（2007年）3月、福山駅南口整備に伴う福山城遺構の活用案、掘り出された石垣を使って櫓台を模した小規模な高台を設置するという案が提示され遺構は消滅することが確実となった。しかし、これには市民による反対運動が起き協議が行われている。平成18年（2006年）に市長に就任した枝廣直幹は平成19年（2007年）に石垣遺構の一部を再現する意向を示した。令和4年（2022年）の築城400年に向けては、「令和の大普請」として天守や櫓の耐震改修のほか、焼失前の天守にあった北面に鉄板を張った姿を取り戻す外観復元などが手がけられている。このほか、周辺部のビルの高さ規制などの城郭の景観を保護する施策もおこなわれている。
福山城は、初代藩主の水野勝成が元和8年（1622年）8月28日に幕府へ完成を報告したとされ、令和3年（2021年）12月に8月28日を「築城記念日」とした。
築城400年となる令和4年（2022年）年8月28日に令和の大普請の完成イベントが開催された。また、同年10月には城内での宿泊の実証実験や結婚式も行われた。

### 年表
- 元和5年（1619年） 築城が開始される。
- 元和6年（1620年） 洪水により工事が中断される。
- 元和8年（1622年） 福山城竣工。
- 慶安2年（1649年） 本丸石垣が破損する。
- 延宝4年（1676年） 総構に石垣が築かれる。
- 元禄11年（1698年） 水野家断絶。
- 元禄13年（1700年） 松平忠雅が入封する。
- 宝永07年（1710年） 阿部正邦が入封する。
- 享保15年（1730年） 本丸御殿の奥居間が撤去される。
- 寛延03年（1750年） 二の丸城米蔵の大半が撤去される。
- 慶応元年（1865年） 櫛形櫓、槍櫓、鉄砲櫓が火薬を爆発し焼失する。
- 慶応04年（1868年） 福山城開城。
- 明治04年（1871年） 廃藩置県。
- 明治06年（1873年） 福山城廃城、施設の売却が始まる。
- 明治07年（1874年） 本丸が下賜される。
- 明治08年（1875年） 本丸が「福山公園」となる。東側に階段が敷設される。
- 明治17年（1884年） 福山公園が広島県に移管される。
- 明治21年（1888年） 月見櫓跡に「葦陽館」建設される。
- 明治24年（1891年） 山陽鉄道開通。
- 明治26年（1893年） 「福山招魂社」が城下から福山城内に遷座される。
- 明治29年（1896年） 福山公園が福山町に移管される。城内建物の大修理が行われる。
- 大正04年（1915年） 二の丸南側に桜が植えられる。
- 大正11年（1922年） 本丸内に阿部正弘像が建立される。
- 大正13年（1924年） 東外堀が埋め立てられる。
- 昭和06年（1931年） 福山城天守が国宝保存法に基づき、当時の国宝（現行法の重要文化財）に指定される。
- 昭和08年（1933年） 伏見櫓、筋鉄御門、御湯殿が国宝保存法に基づき国宝に指定される。
- 昭和10年（1935年） 西外堀が埋め立てられる。鉄道拡張により二の丸南側が掘削される。
- 昭和11年（1936年） 本丸が国の史跡に指定される。
- 昭和20年（1945年） 天守・御湯殿等が焼失する。
- 昭和22年（1947年） 福山城跡で福山産業博覧会が開催される。
- 昭和25年（1950年） 戦災をまぬがれた伏見櫓、筋鉄御門が文化財保護法に基づき重要文化財に指定される。
- 昭和27年（1952年） 筋鉄御門の解体修理始まる。
- 昭和28年（1953年） 伏見櫓の解体修理始まる。
- 昭和39年（1964年） 本丸・二の丸が国の史跡に指定される。
- 昭和41年（1966年） 天守、月見櫓、御湯殿が復興される。
- 昭和47年（1972年） 西御門外枡形櫓台、北御門外桝形石塁が市の史跡に指定される。
- 昭和48年（1973年） 鏡櫓が復興される。小丸山が市の史跡に指定される。
- 昭和53年（1978年） 二の丸に水野勝成像、阿部正弘像が建立される。
- 昭和54年（1979年） 鐘櫓が復興され福山市の重要文化財に指定される。
- 昭和63年（1988年） 西外堀跡に「ふくやま美術館」が建設される。
- 平成元年（1989年） 三の丸跡西部に「広島県立歴史博物館」が建設される。
- 平成20年（2008年） 福山駅南口から御水門跡が発掘される。
- 令和04年（2022年）「令和の大普請」が完成し、福山城400年博の開幕祭が行われた[2][24][25]。

## 形式と構造

### 縄張（基本配置）

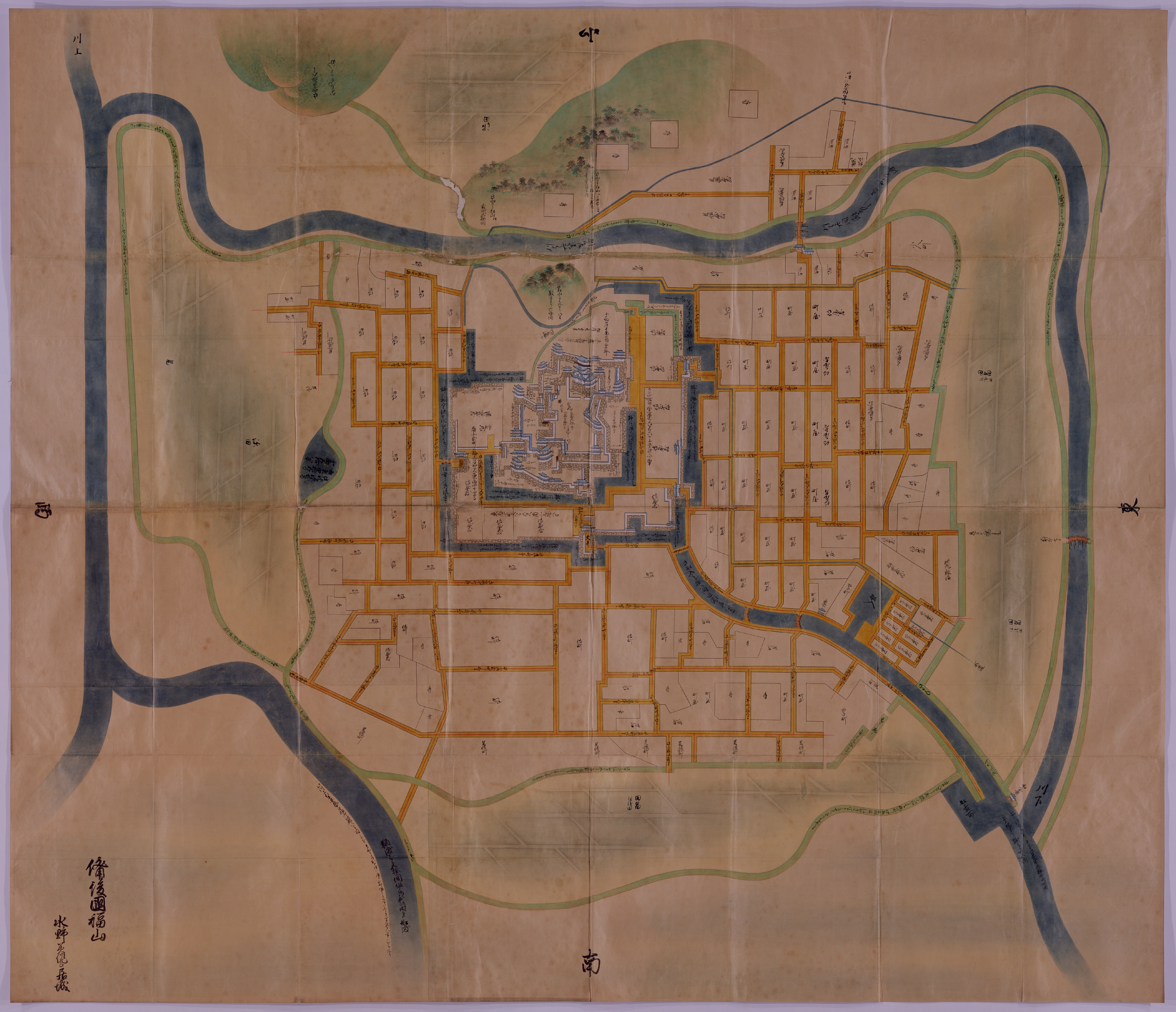
正保城絵図「備後国福山城図」

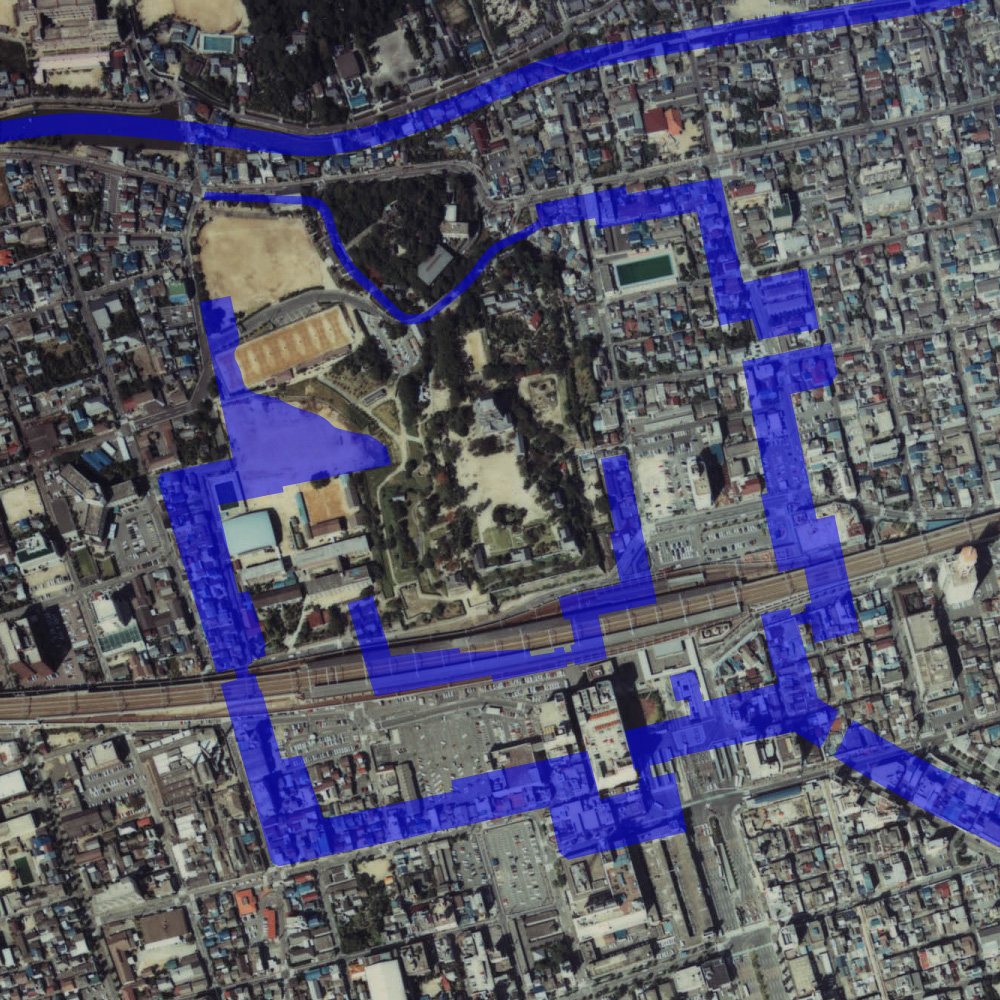
福山城周辺の航空写真。青塗りが堀の位置。1981年度

福山城の縄張は常興寺山と呼ばれる標高20メートル程度の丘陵を削平して築いた本丸を軸に、二の丸・三の丸が取り囲む輪郭式と呼ばれる形式を基本としている。本丸塁線は複雑な屈曲を持ちそこから一段下がった周囲を帯曲輪である二の丸が1重または2重に取り囲んでいた。これにより三の丸に対して鉄砲での重層的な火線を実現し、本丸と二の丸には天守を除き併せて22棟の櫓と長大な多聞櫓が配されていた。特筆されるのは、三重櫓の多さで、大坂城（12棟）、岡山城（11棟）に次ぐ7棟と全国の城郭で3番目の数であった。また多聞櫓の総延長も大坂城（873間）、名古屋城（630間）に次ぐ291間と3番目の長さであった。一方、三の丸は完全な平地で二の丸をカタカナの「ロ」の字のように囲んだ単純な構成をしており、櫓は3か所にしか置かれていなかった。
三の丸の周囲に広がる城下町は総構えにより囲まれ、南東方向には「入川」と呼ばれる運河が瀬戸内海から外堀までほぼ直線に敷かれていた。城下の通りは基本的に城に対して横方向には真っ直ぐに延ばされるが縦方向は要所で屈曲し城まで真っ直ぐ進めないようになっていた。このように、福山城は平和な時代に入り徐々に単純化しつつあった城郭構成の流れに逆らうように複雑で実践的な縄張で造られているが、後述（「#搦手の不備」を参照）するように二の丸、三の丸の北側は未完成のまま放置され欠陥を持った城でもあった。なお、現在の曲輪は本丸、二の丸、三の丸の構成で呼称されているが、これは江戸後期になってからで、それまでは本丸と二の丸が本丸、三の丸が二の丸と呼ばれ三の丸の呼称はなかった（文献を読む際には注意が必要である）。
以下の内容は基本的に福山の地誌に基づくが、別に出典がある場合は注記している。リストの並びは各方角を正面に見て左→右を基本としている。

### 本丸

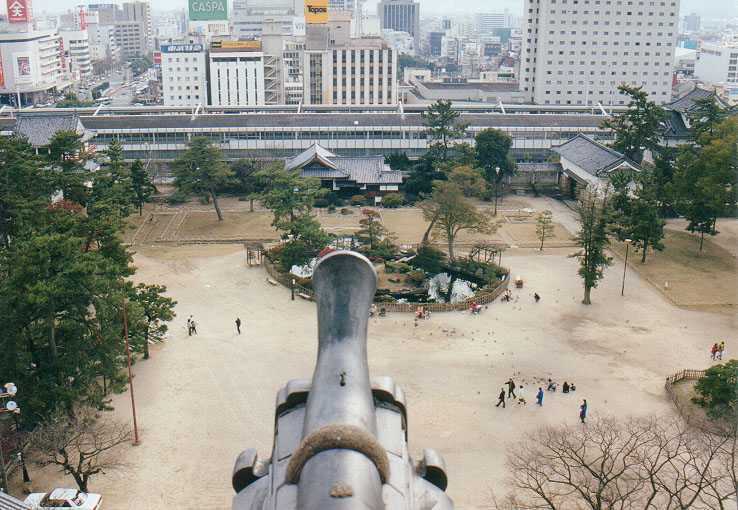
福山城本丸と福山市街（天守より望む）

本丸は天守周辺のみわずかに高くなっているものの、ほぼ単一の平面で構成された南北方向に長い曲輪である。櫓は天守と附櫓を除き南西の伏見櫓から反時計回りに月見櫓、鏡櫓、亭櫓、玉櫓、塩櫓、内六番櫓、荒布櫓、人質櫓、火灯櫓の10ヶ所にあった。また、櫓と櫓の間は南面と天守周辺を除いた大部分に多聞櫓が廻らされていた。なお、現在ある鐘櫓は江戸時代には櫓に含まれていなかった（#鐘櫓を参照）。
城門は本丸の大手である筋鉄御門、通用口の御台所門、搦手の棗木（なつめ）御門の3ヶ所にありすべて櫓門であったが、築城当初の御台所門と棗木御門は高麗門であったようである。このうち御台所門跡は入口を石垣で塞がれ階段は土砂で埋められ本丸から痕跡を判別できなくなっている。棗木御門は内枡形の石垣が撤去され門があった手前に遺構と関係のない冠木門が建てられている。ちなみに本丸東側の入口は明治7年（1874年）に石垣を崩して新たに設けられたものである。また、このとき本丸跡は福山公園と呼ばれる有料の公園にされ、昭和時代までに福山招魂社、阿部正弘像の他、石碑や鳥小屋といったさまざまな施設が設置されていった。これらの施設は福山大空襲で焼失するか戦後の整備により撤去されている。

#### 天守

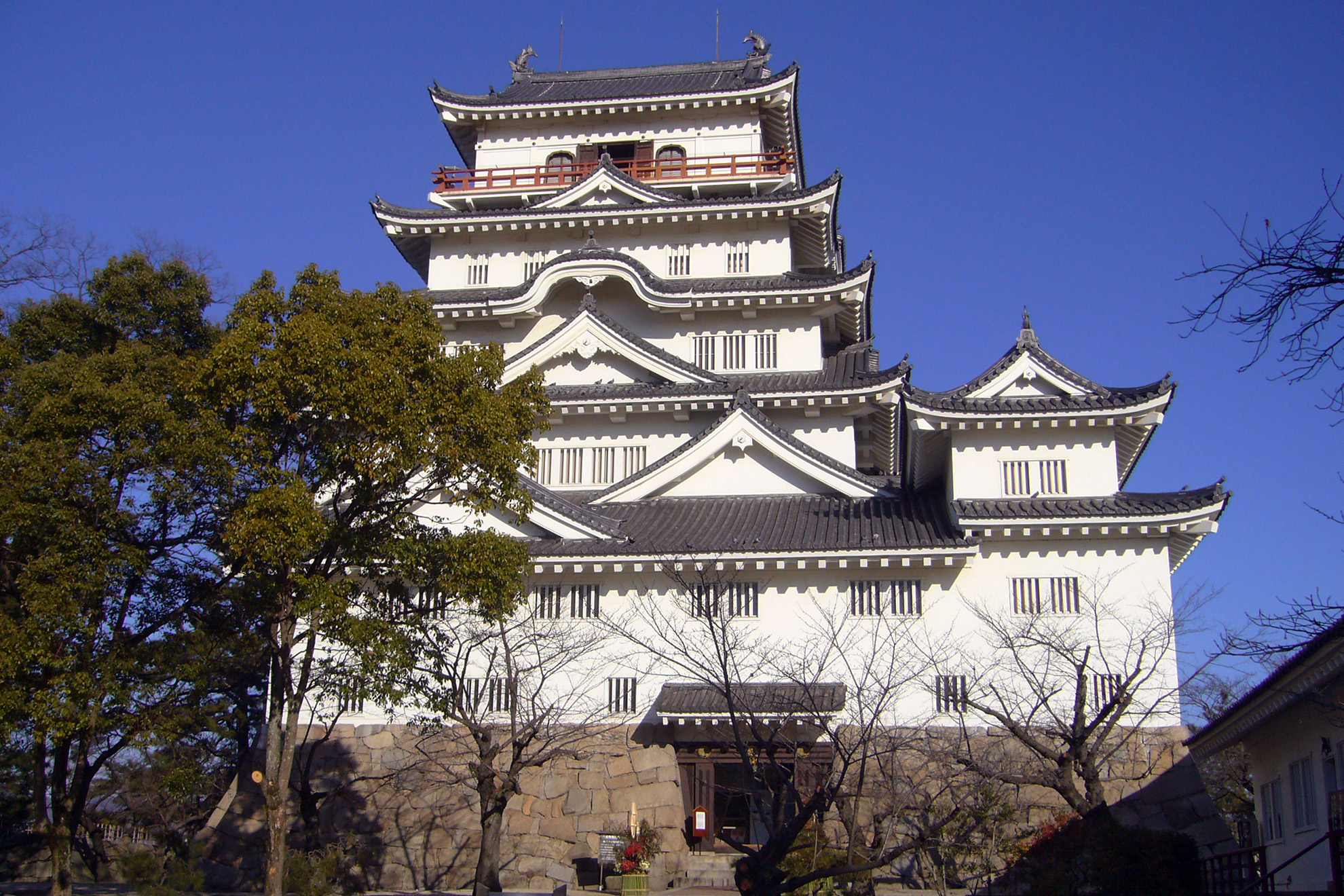
再建天守（南面）

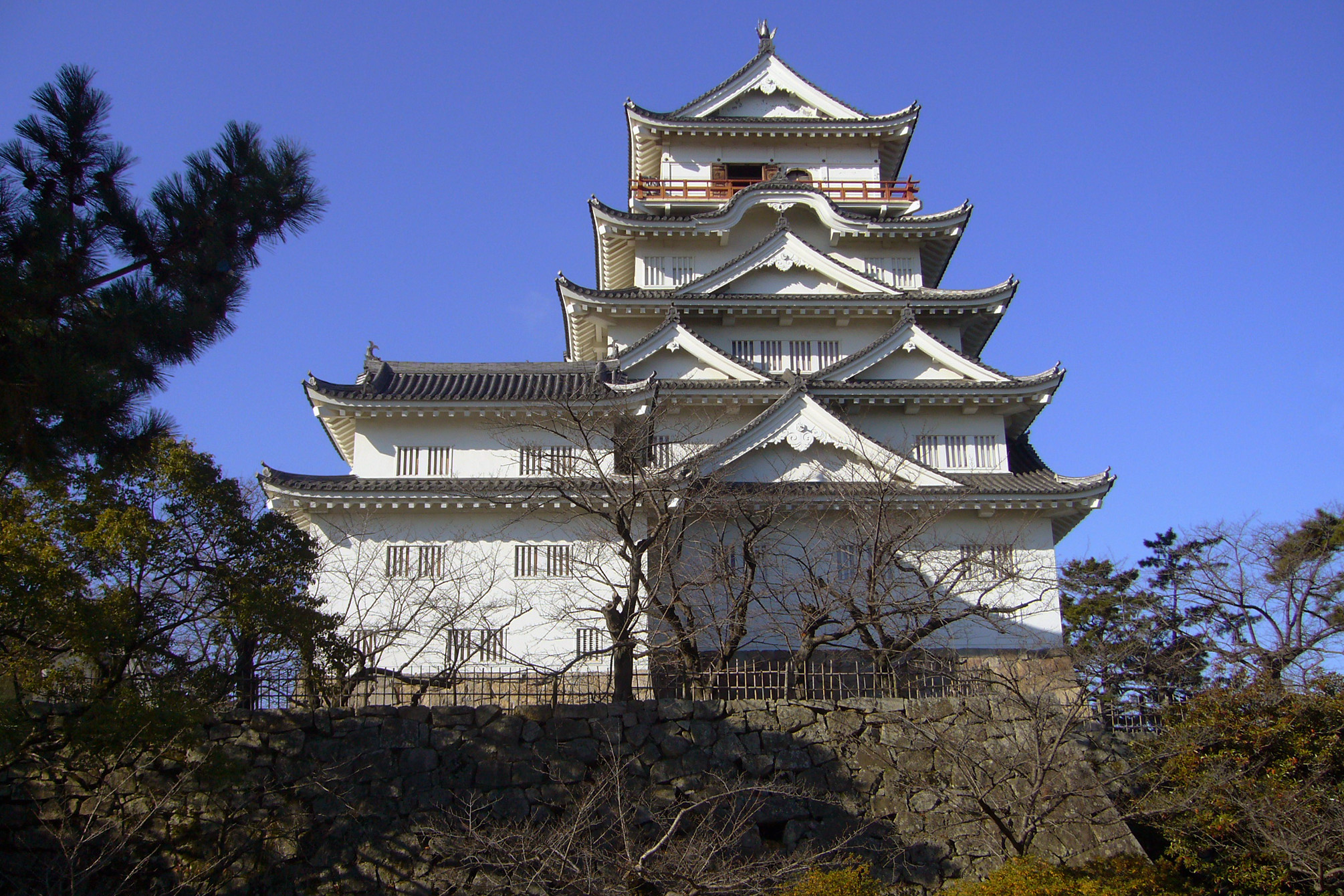
再建天守（東面）

元和8年（1622年）竣工の実質5重5階地下1階（計6階）の層塔型で築城時は4重目の屋根を桧皮葺(あるいは柿葺き）とすることで裳階と見なし、名目上は4重5階で建てられたという説がある。。ただし、江戸中期までに4重目も瓦葺きに改められ通常の5重天守と何ら変わらない姿となっている。天守の南側は天守の2重目の屋根と一体化した2重の付庇が備わり、その東側には付庇に連続した2重櫓が付随している。山並みが迫り防備上の弱点となっていた北面は砲撃への対策とされる（異説もある）厚さ3ミリメートル程度の鉄板が最上層を除いた壁面全体に張られていた。このため北側から見た天守は壁面が真っ黒なたたずまいであった。これは日本全国の天守にも類例がなく福山城天守で最大の特徴となっていたが再建された天守では再現されていなかった。しかし2020年（令和2年）から2022年（令和4年）に行われた築城400年を記念した大改修で、古写真や他城の鉄板の調査、また往時の鉄板との比較検証などが行われ、往時の素材感などを再現しながら、安全性にも配慮した復元的整備が実施され、全国唯一とされる天守北側の黒い鉄板張りが復元された。また、天守最上階の窓形状、狭間なども外観復元された。
天守内部は全層で内側の柱（身屋部分）がすべて同じ位置に通されており、その周りを外壁面の柱が囲んで1層から5層まで1間ずつ逓減していた。この逓減率の低さも福山城天守の大きな特徴で、天守台の面積は9×8間と近隣の広島城（13×11間）や岡山城（13×9間）などと比べても半分程度であるにもかかわらず、最上階は逆に5×4間と広島城（3×3間）・岡山城（3×3間）より大きかった。各層の破風は内部構造と無関係な装飾的なもので、その配置は徳川系の天守（江戸城、大坂城、二条城等）に準じていた。
このように、極めて規則的な構造を持ち“層塔型”の形式を体現するかのようにそびえ立つ福山城の天守は慶長期に発達した城郭建築技術の完成形といえるものである。多数の破風に加え最上階には廻縁や装飾的な華頭窓が付けられるなど、全くの実用本意というわけではなかった（しかし、廻縁や華頭窓は後に附加されたもので築城当初は純粋な層塔型天守であった可能性も指摘されている）。最上階の廻縁には、時期は不明だが途中から風雨を防ぐ突上げ板戸が付けられ、焼失前まで福山城天守の大きな特徴のひとつとなっていたが、再建された天守では板戸は再現されていない。
福山城天守は廃城後も破却を免れ昭和6年（1931年）には天主建築の最終完成形として高く評され現在も残る姫路城天主や松本城天主などと同時に国宝に指定される。しかし、昭和20年（1945年）の福山大空襲で焼夷弾2発が命中して焼失した。その後、天守の跡は焼き付いた石垣のみが残る姿となっていたが、昭和41年（1966年）に天守が鉄筋コンクリート構造により再建された。だが、古写真等の資料が比較的多く残っていたにもかかわらず、史実よりも現代的な美観が優先されたことや建築基準法に従ったことなどから上記以外にも窓の形状や配置など多くの点が旧状と異なっている。そのため、第二次世界大戦で焼失したのち復興された天守の中でも不正確な姿での再建となり、「復元天守」か「復興天守」かで見解が分かれている。建物内は福山市立「福山城博物館」として利用され藩政時代の文化財を常時展示し、特別展も年数回催されている。なお、焼失前の天守各階は以下のようになっていた。
| 階層 （内部階） | 梁間                 | 桁行                 | 高さ                 | 備考 |
| --------------- | -------------------- | -------------------- | -------------------- | --- |
| 5階             | 4間（33.尺5寸）      | 5間（39尺8寸）       | 不明                 | 外部に外廻縁・高欄があり、焼失前はそれを戸板で覆った形となっていた。 西北隅に「御調台」と呼ばれる床の間があり、神棚があったといわれる。 この部分は現在の天守でも再現されている。 |
| 4階             | 5間（37尺3寸）       | 6間（43尺6寸）       | 17尺2寸              | 外周に幅半間の廊下が廻らされていた。 床の間があり天井を張って戸障子を立てた畳敷きの部屋があった。                                                                                |
| 3階             | 6間（42尺5寸）       | 7間（48尺8寸）       | 13尺7寸3分           | 外周に幅1間の廊下が廻らされていた。 床の間があり天井を張って戸障子を立てた畳敷きの部屋があった。                                                                                 |
| 2階             | 7間（49尺7寸）       | 8間（56尺）          | 13尺7寸3分           | 外周に幅1間半の廊下が廻らされていた。 |
| 1階             | 8間（59尺3寸）       | 9間（65尺6寸）       | 13尺7寸5分           | 外周に幅2間の廊下が廻らされていた。 焼失前は西側の壁面に長州軍から受けた砲撃の跡があった。                                                                                       |
| 地階・穴蔵      | 60尺                 | 65尺8寸              | 9尺5寸               | 完全な穴蔵ではなく上層部に窓を設けた半地下構造であった （外から見て最下部の窓が地階のものである）。                                                                              |
| 総高            | 86尺1寸5分           | 86尺1寸5分           | 86尺1寸5分           | |
| 出典            | 『復原『名城天守』』 | 『復原『名城天守』』 | 『復原『名城天守』』 | 『復原『名城天守』』 |

#### 本丸御殿

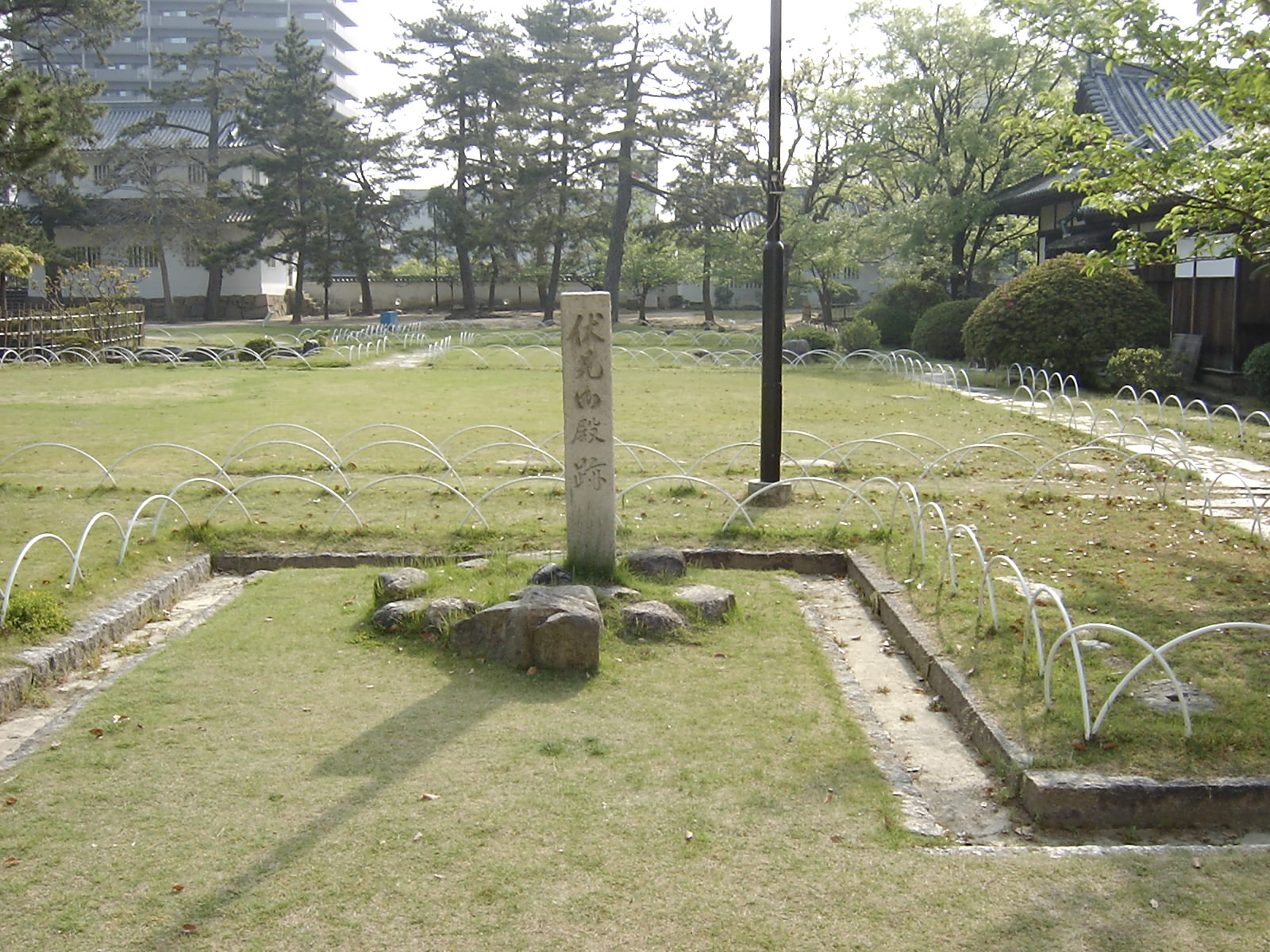
本丸御殿表向跡

本丸には築城当初に城主の居館があった。本丸御殿は多くの御殿建築と同様に公的な「表向」と私的な「奥向」から構成されていた。表向は筋鉄御門から入ると左正面に式台（玄関）があり、その左手に内玄関があった。式台の正面は広間（虎の間）でこの東側に渡り廊下で繋がれて大書院（皇帝の間）が建てられていた。大書院の南には御風呂屋（現在の御湯殿）があり往時は渡り廊下で繋がれていた。大書院の北側は表居間（伏見御殿）でこちらも大書院と渡り廊下で繋げられていた。この他に小書院（鶉の間）、表台所、料理間などがあり、これらの礎石は部分的に残されている。奥向は表向の北側（天守の南側）に位置し奥居間、奥台所、長局、などで構成されていた。
本丸御殿に居住したのは、初代藩主水野勝成、二代勝俊のみで、三代藩主勝貞は三の丸東側に新たな御殿（三の丸御屋形）を造営して移り住んだ。以後、廃城まで三の丸が藩主の居館となったが、その後も式典などに本丸御殿が用いられることもあったため、居住施設である奥向部分は江戸後期に取り壊されたものの表向の建物は多くが明治時代まで残された。解説などには本丸の居館全体を「伏見御殿」と呼ぶものも多くあるが、本来の伏見御殿とは殿舎のうち特定の建物「表居間（御殿）」を指す呼称であり、居館全体の呼称は「本丸御殿」または「本丸御屋形」である。表居間（伏見御殿）はその名の通り伏見城から移築されたとされる。
なお、これを秀吉の伏見城からの移築とする説明も多く見られるが、豊臣時代の伏見城は関ヶ原の戦いの前哨戦において大部分が焼失しており、さらに江戸時代の地誌では箱棟に葵の紋（徳川家家紋）が付いていたと書かれるなど、江戸時代の建築であった可能性が高いと考えられる。

#### 本丸の遺構
- 本丸御殿表向礎石

本丸南側に御殿の礎石が部分的に残されている。芝生と石畳で整備されているが整備状況は悪く礎石の並びを体系的に把握するのは困難である。
- 黄金水

福山城で唯一現存する井戸で、屋根が付けられ蓋がされている。
- 福山城旧伏見御殿襖絵

解説などで秀吉の伏見城より移築した御殿の襖絵とされていることもあるが、そもそも御殿は江戸時代の建築である可能性が高いと考えられている（#本丸御殿の項を参照）。

### 本丸南側

#### 伏見櫓

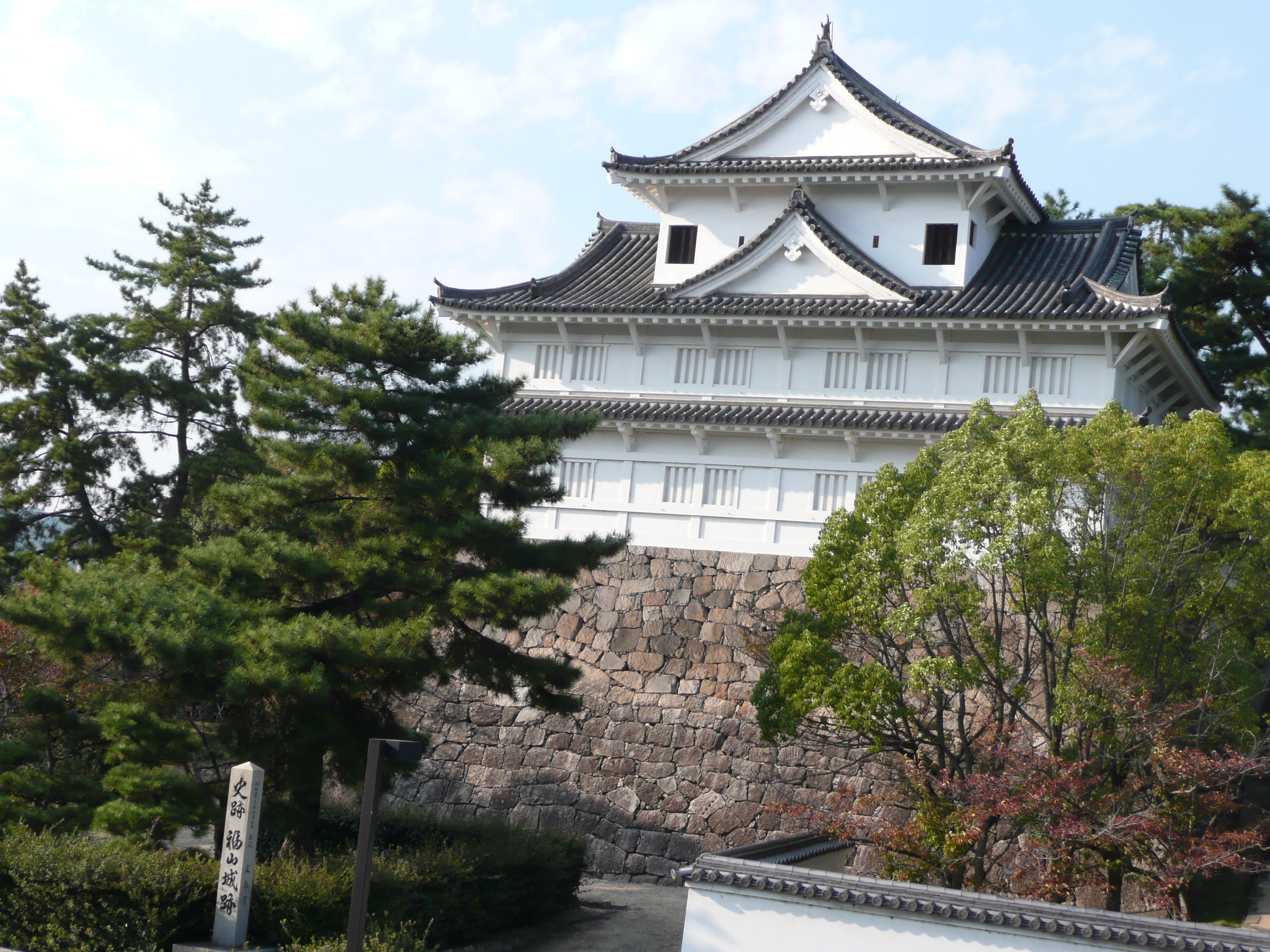
伏見櫓（重要文化財）

（内十番櫓）現存。3重3階で初重と2重は総二階造といわれる同規模の構造を持ち、その上に独立した構造の小さな望楼部を乗せる慶長初期の建築様式を残した望楼型の櫓である。壁仕上げは白漆喰総塗籠で長押形を施している。桁行は8間（約15メートル）あり並の城郭であれば天守に相当する規模を持つ。
伏見櫓は慶長6年（1601年）前後に建てられたと推定される伏見城松の丸の東櫓を元和6年（1620年）に移築したものである。昭和28年（1953年）の解体修理の際に2階の梁から「松ノ丸ノ東やくら」との墨書が発見され伏見城から移築された伝承を持つ櫓の中で唯一物証により移築が裏付けられている。豊臣時代の伏見城の遺構と説明されることもあるが、豊臣時代の櫓は関ヶ原の戦いの前哨戦で焼失しており、建築様式の面からも徳川家康の建てた伏見城の遺構であることは確実である。天守を除けば熊本城宇土櫓と並び現存する最古の櫓のひとつである。
藩政時代には武器庫として用いられたといわれ、北側は東西両面に多聞櫓が巡らされ、東は筋鉄御門まで連続して枡形門状の虎口を形成していた。明治時代になると伏見櫓から続く多聞櫓は撤去されて単独で建つ姿となり、内部はビリヤード場や骨董品売場として用いられるようになった。ちなみに幼少の井伏鱒二もこの売店を訪れたことを自伝に記している。
昭和20年（1945年）の空襲では伏見櫓周囲は火災を免れ、福山城で唯一の現存する櫓となった。平成17年（2005年）の台風で屋根瓦（鯱）が落下・破損したため修理を兼ねた外装美装化工事が平成18年（2006年）に行われた。現在は原則内部非公開だが年1回程度公開日が設定されている。重要文化財。現在、現存する櫓の規模といきさつの兼ね合いから天守以外での初めての再国宝化への協議が進んでいる。
各階は以下のようになっている。
1階(8×4間半）
往時は北側両端に多聞櫓が繋げられていた。内部は単一の空間で居住等の設備はない。
2階(8×4間半）
南側の梁に「松ノ丸ノ東やくら」との墨書がある。かつては内部にL字状の壁体があったが、これは明治以降の付加であるため昭和の大修理の際に撤去された。
3階(4×4間）
下層に比べ東西方向が極端に縮められ、ほぼ正方形を成している。

#### 筋鉄御門

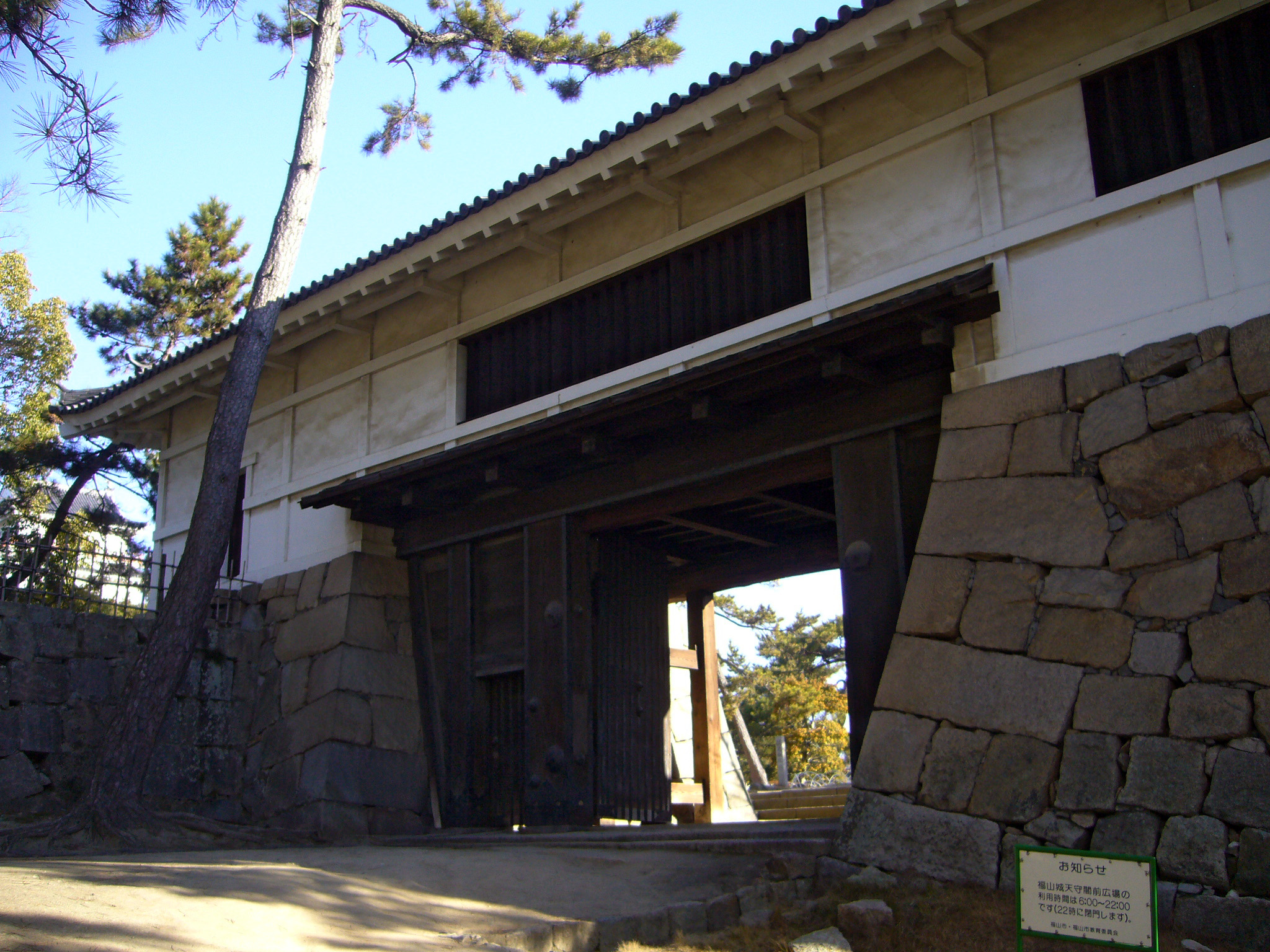
筋鉄御門（重要文化財）

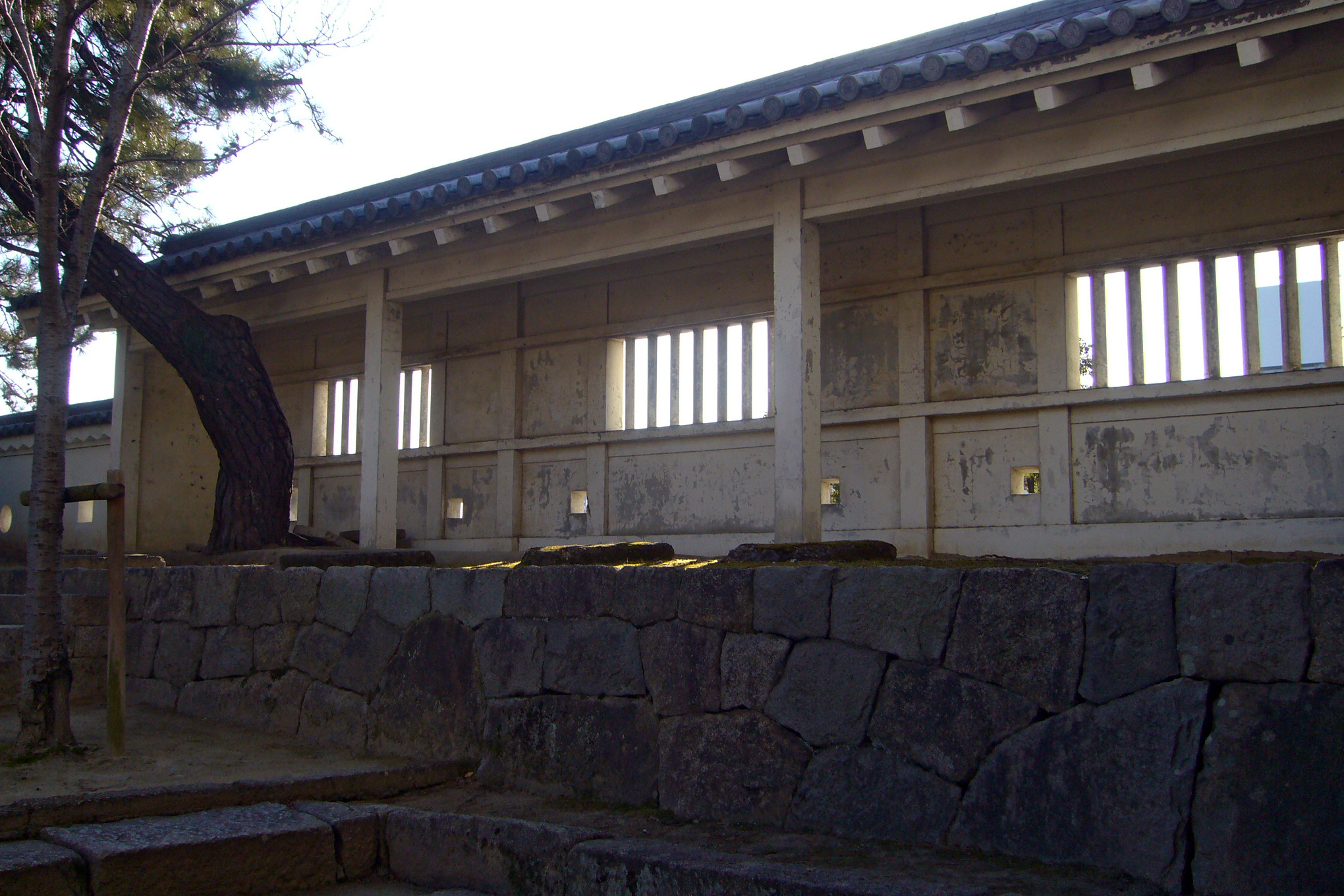
筋鉄御門脇の多聞櫓を模した塀

現存。本丸の正門に位置する櫓門である。「筋鉄」の名称のとおり、1階の扉や門柱に筋状の鉄板が打ち付けられている。2階の門櫓には白漆喰総塗籠の柱に長押形が施され隣接する伏見櫓と意匠を合わせた可能性が指摘されている。門櫓の内部は公開されていない。重要文化財。
伏見城から移築されたといわれることがある（詳細は#筋鉄御門移築説を参照）。
多聞櫓
筋鉄御門の東に付属し、筋鉄御門の番所として用いられていた。明治初期に取り壊され、現在は屋根の付いた模擬的な塀が建てられている。本丸内の石垣は改変され往時の規模や形状とは異なる。

#### 御湯殿

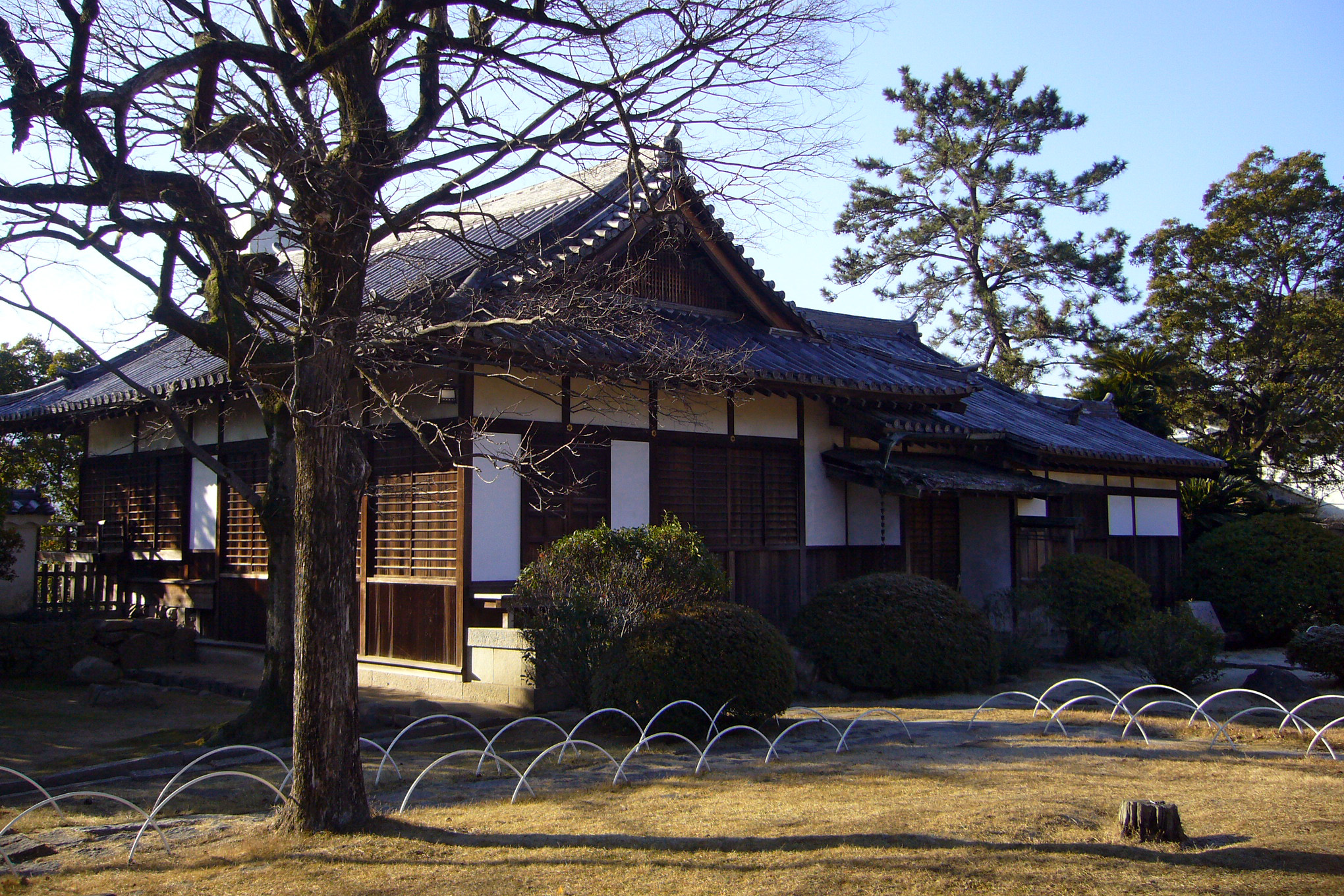
本丸から見た御湯殿（再建）

再建。表居間と共に伏見城から移築されたといわれる建物で清水寺のように石垣から建物を突出させた懸造の座敷（展望室）と湯殿（蒸風呂）で構成されていた。平屋建てで、かつては本丸御殿の大書院と廊下で繋げられていた。座敷は4間半×3間半と小規模ながら、3畳の上段、7畳の中段、8畳の下段の3段に分かれ、上段の窓から城下南側を一望できるようになっていた。
この建物は大正時代ごろから「御湯殿」と呼ばれ、現在もこの呼称が広く定着しているが、江戸時代には御風呂屋と呼ばれ御湯殿と呼ばれる施設は本丸内の別の場所に設置されていた。御風呂屋を御湯殿と呼ぶようになった経緯はよく分かっていないが、「江戸時代の御湯殿」と「現在の御湯殿」は別の存在であり、歴史的経緯を考えると御風呂屋を御湯殿と呼ぶのは不適切なことに注意が必要である。
御風呂屋は廃藩置県後も残されるが明治時代には料亭は転用され「清風楼」と名付けられた。このため湯殿部分には調理施設、座敷西側には玄関が設置されるなど、多くの改変を受けることになった。その後、文化財的価値が見直され、昭和8年（1933年）には国宝（旧国宝）に指定されるが、昭和20年（1945年）の福山大空襲により天守などと共に焼失した。現在の建物は昭和41年（1966年）に天守や月見櫓と同時に木造で再建されたものであるが、詳細な記録のないままに焼失したこともあり復元されたのは座敷部分のみで湯殿部分には流し台やトイレが設置され（このため"湯殿"は存在しない）、各部の意匠も模擬的なものとなっている。
江戸時代の御湯殿は本丸御殿の表向、奥向それぞれ1ヵ所ずつに設置され、詳細は下記の通りである。
- 表向御殿御湯殿

鏡櫓の西側に位置し、表居間（伏見御殿）東側に付随していた。明治時代に取り壊されたと思われる。
- 奥向御殿御湯殿

現博物館事務所の南西に位置し、奥居間北東端に付随していた。享保15年（1730 年）の奥向御殿撤去と同時に取り壊されたと思われる。

#### 月見櫓

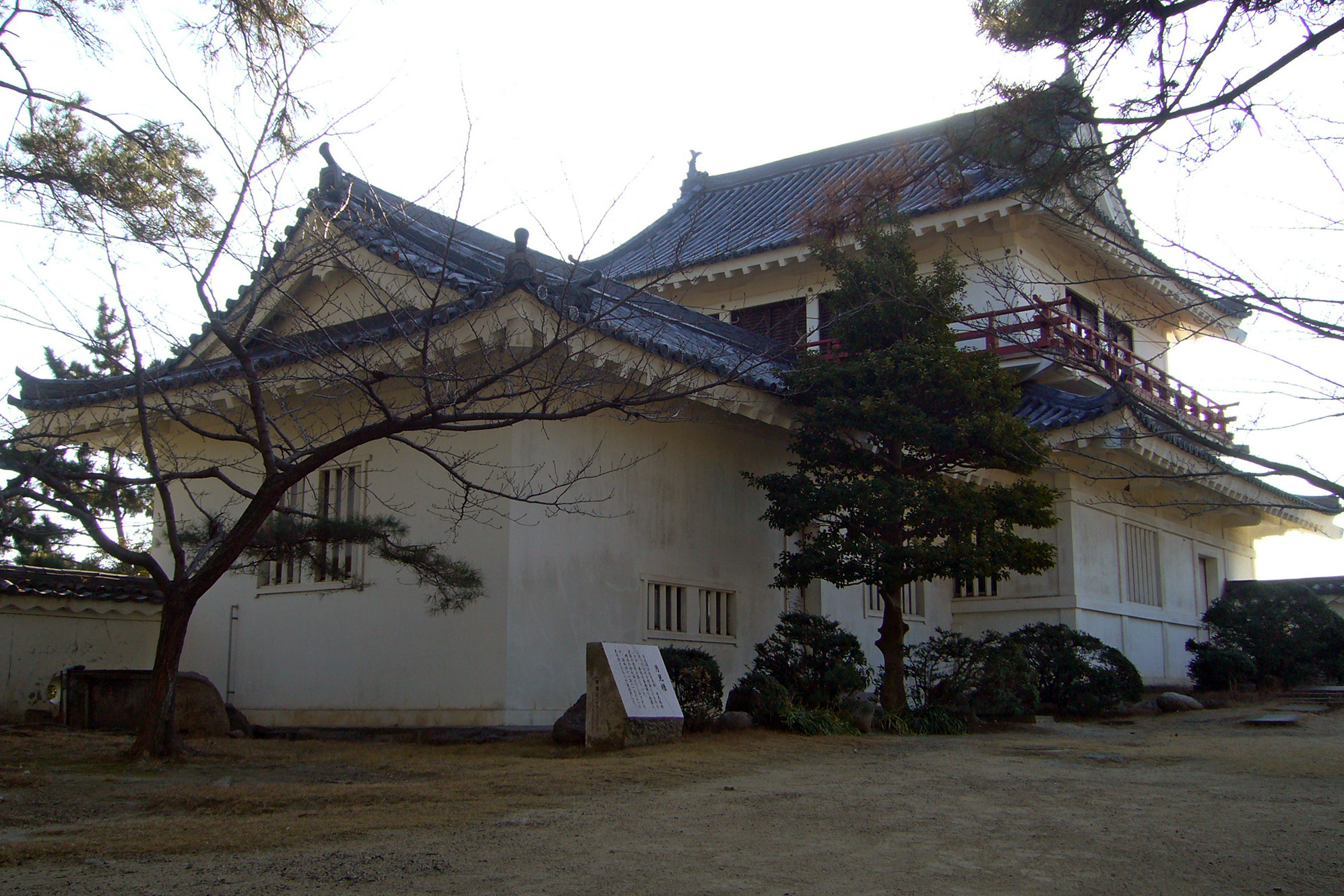
本丸から見た月見櫓（再建）

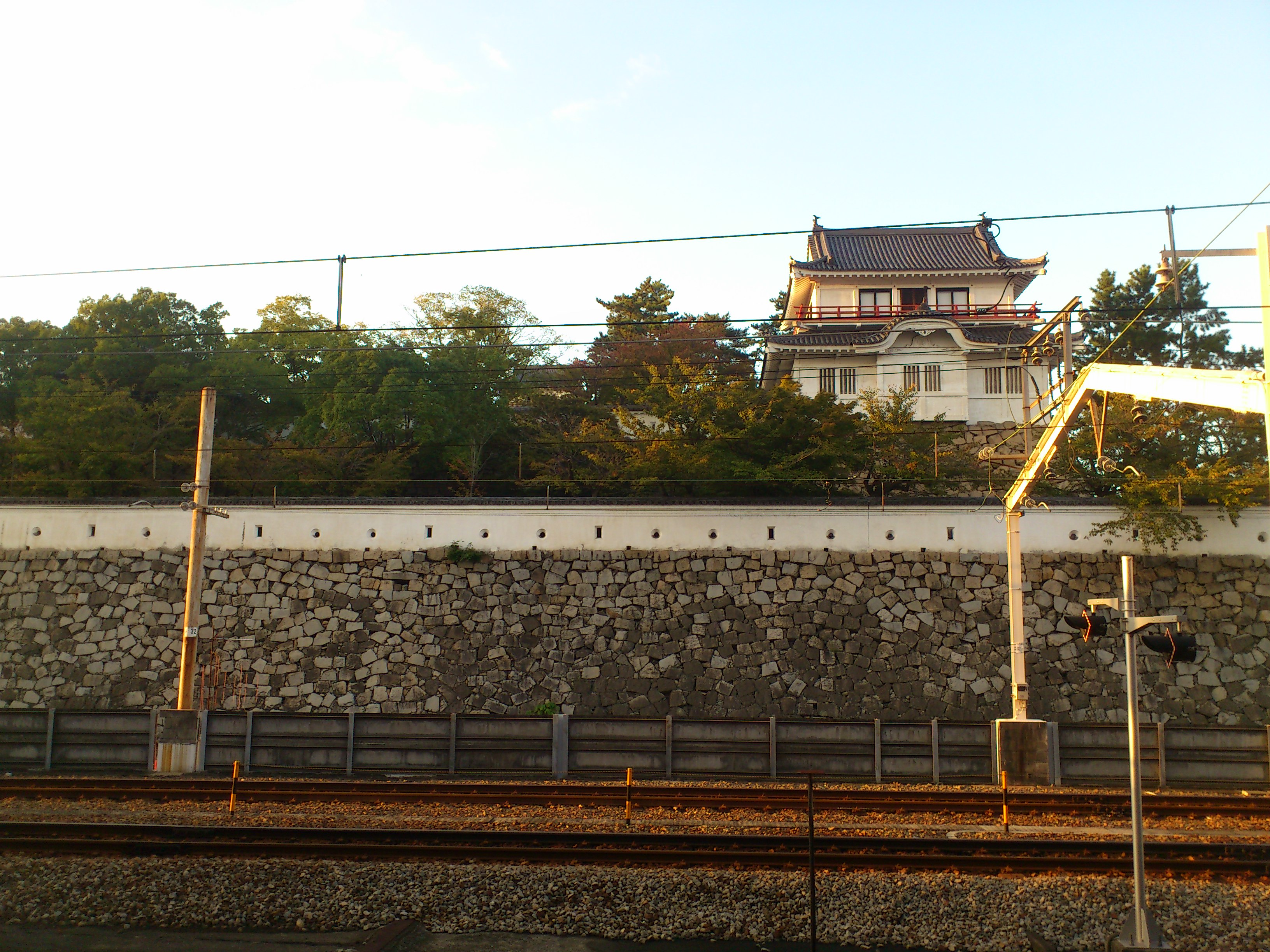
JR福山駅・6番線ホームから見える月見櫓

（内一番櫓）再建。伏見城の櫓を移築したといわれる。2層2階建てで北側に附櫓を有していた。2層目には廻縁があり展望台の機能を持っていたが、天守と同様に途中から風雨を防ぐ板戸が付けられ、これを外さなければ外部を見渡すことができなくなった。明治初期に取り壊され、跡地には明治21年（1888年）に福山公園（本丸）の活性化策として地元有志により「葦陽館」と呼ばれる貸会場が建てられた。葦陽館は福山市街から見ると伏見櫓や御湯殿と並び目立つ建物であったが、福山大空襲で焼失した。現在の月見櫓は昭和41年（1966年）に天守と同時に鉄筋コンクリートで復興されたものであるが、古写真とは南側正面にある石落しの有無や窓の配置など大きく異なっている。内部は御茶会などの貸会場として用いられている。

### 本丸東側

#### 鏡櫓

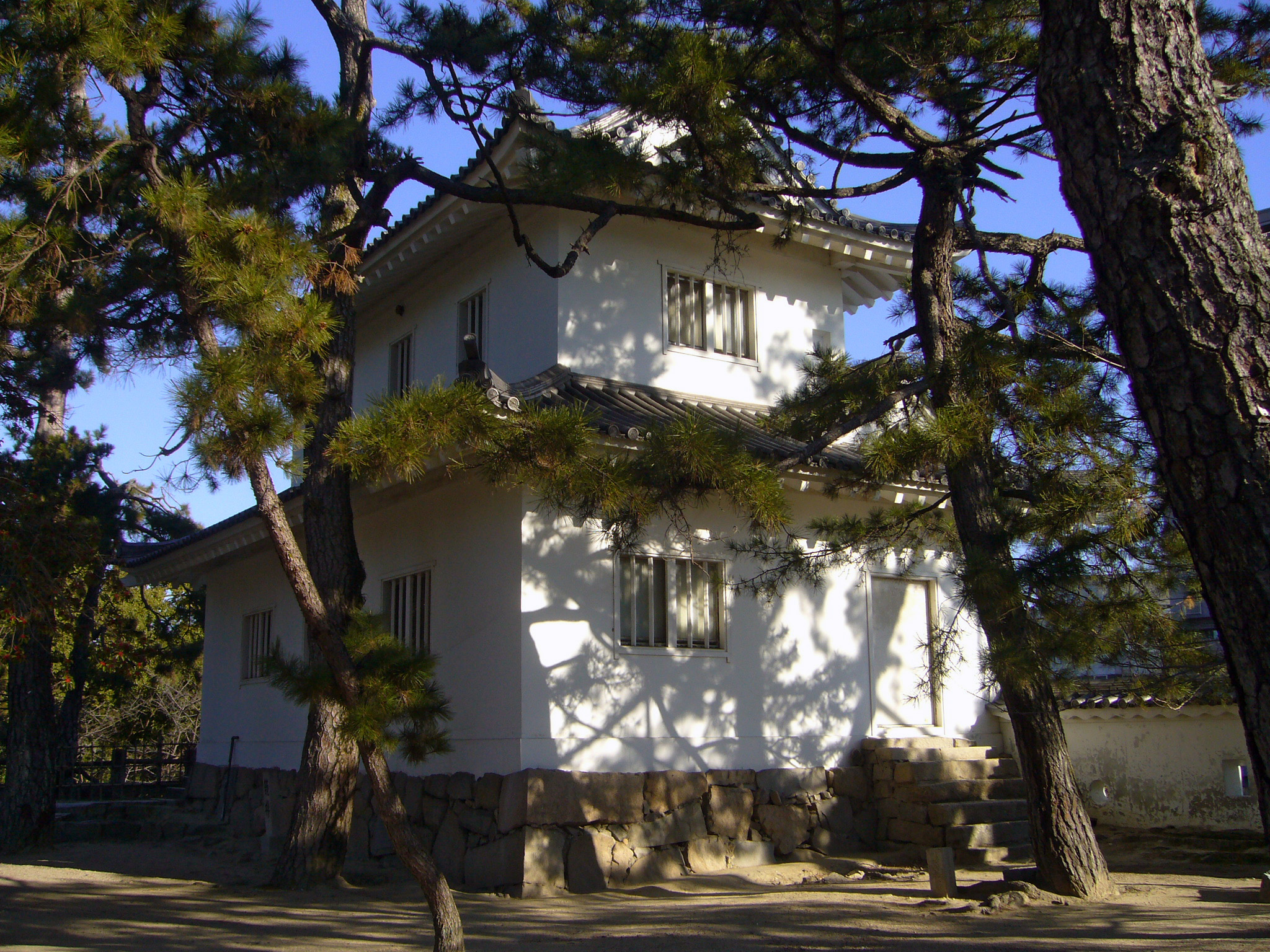
本丸から見た鏡櫓（再建）。文書館への入口は裏側にある。

（内二番櫓）本丸東側、月見櫓の北側にある。2層2階建てで築城時に建てられたが廃城後間もなくに取り壊された。名称から鏡を収蔵していたと思われるが、往時は北側に天守直下まで多聞櫓が続き、この多聞櫓は本丸御殿と渡り廊下で繋げられていたことから、御殿の倉庫としての役割もあったようである。なお、天守東脇にある福山城博物館管理事務所はこの多聞櫓を模擬的に再現したものであるが、この間の石垣は破壊が進み鏡櫓まで多聞櫓が連続する往時の姿を想像するのは困難となっている。
現在の鏡櫓は昭和48年（1973年）に福山市名誉市民・村上銀一を始めとした市民の寄付により鉄筋コンクリートで建てられたもので、建物の形状や窓の配置など往時とは大きく異なっている。内部は文書館として利用され、1階が展示・閲覧室、2階が収蔵庫となっている。休館日は月曜日、水曜日、土曜日、第1・3日曜日、祝日であるが、不定期な休館日もある。なお、内部は空調設備がないので、夏期は扇風機、冬期はストーブが用意されている。また、湿度を管理する設備がないので蔵書は定期的に虫干しが行われているが、これにより閲覧できない資料が生じるので利用には留意が必要である。以上ように、閲覧者に不親切な管理に加え、通常は漆喰風の鉄扉が閉められた状態であるため来訪者に施設の存在が気付かれにくく、利用者は少ない。
多聞櫓
鏡櫓から亭櫓まで「くの字」型に折れて続いていた。明治初期に取り壊された。途中の石塁は明治8年（1875年）の階段新設により分断され、他の本丸内の石垣も部分的に崩されている。
亭櫓（内三番櫓）
2重2階の櫓で本丸の東側にあった。外見は多聞櫓に乗せられた見晴台で往時は本丸御殿と多聞櫓を経由して繋がっていた。明治初期に取り壊された。本丸側の石垣は崩されて更地となっている。
多聞櫓
亭櫓から天守の下の間にあった平屋の多聞櫓である。本丸御殿の奥居間との間に廊下が渡されていた。北側の櫓台は天守周囲の地面と高さを合わせるため高く築造され段になっていた。明治初期に取り壊された。この部分には多聞櫓が模擬的に再建され福山城博物館の管理事務所およびトイレとなっている。ただし、石垣は破却や改変が進んでいる。

### 本丸北側
玉櫓（内四番櫓）
天守直下の北東にあった2重2階の櫓である。名称から弾丸を収蔵していたと思われる 。神辺城から移築されたといわれる。明治初期に取り壊された。櫓台の石垣は概ね残されている。
塩櫓（内五番櫓）
天守直下の北西にあった2重2階の櫓である。名称から塩を収蔵していたと思われる。神辺城から移築されたといわれる。明治初期に取り壊された。櫓台の石垣は概ね残されている。
多聞櫓
塩櫓から内六番櫓の間を渡していた平屋の多聞櫓である。明治初期に取り壊された。遺構は概ね残されている。
内六番櫓
天守の西側、棗木御門の東脇にあった2重2階の櫓である。固有の名称は分かっていないため、江戸時代後期に割り振られた呼称「内六番」で呼ばれている。本丸の櫓で唯一移築の伝承を持っていない。明治初期に取り壊された。本丸側に延びる多聞櫓の石垣は崩され正確な形状の把握は困難となっている。
多聞櫓
内六番櫓から棗木御門の間を渡していた平屋の多聞櫓である。明治初期に取り壊された。本丸側の石垣は車両を本丸に入れるため撤去され模擬的な石垣で塞がれるなど、遺構の把握は困難となっている。

### 本丸西側
棗木御門
なつめごもん。本丸の北西、搦手にあたる渡櫓門である。内枡形状の虎口を持っていた。名称から用材にナツメの木が用いられたと思われる。絵図より高麗門として描かれたものや位置の異なるものがあり、何度かの改修があったようである。明治初期に取り壊された。現在、門の手前に建てられている冠木門は模擬的なものである。東側の石垣は内六番櫓と共に崩されているが、門柱の礎石が残されている。
多聞櫓
棗木御門から荒布櫓まで渡されていた平屋の多聞櫓である。途中は本丸にT字状に突出し棗木御門から本丸を見通せないようになっていた。本丸側の石垣は荒廃や改変があるものの、おおよその形状を把握することはできる。ただし、T字状の部分は破壊され遺構の把握は困難となっている。
荒布櫓（内七番櫓）
2重2階の櫓で本丸の北西にあった。名称から荒布（海藻）を収蔵していたと思われる。黄金水の脇にあった。神辺城から移築されたといわれる。明治初期に取り壊された。本丸側の石垣は大きく改変され正確な形状の把握は困難となっている。
多聞櫓
荒布櫓から人質櫓まで渡された平屋の多聞櫓である。明治初期に取り壊された。本丸側の石垣は荒廃や改変があるものの、おおよその形状は把握することができる。
人質櫓（内八番櫓）
2重2階の櫓で本丸の西側にあった。人質の名称があるが福山藩が人質を預かることは考えにくいので、神辺城から移築される前に使われていた名残であるといわれている。明治初期に取り壊され、本丸側の石垣は明治26年（1893年）の招魂社建設により改変され、本丸側から見ると往時の半分程度の規模になっている。
多聞櫓
人質櫓から御台所御門まで渡された平屋の多聞櫓である。明治初期に取り壊された。遺構は明治26年（1893年）の招魂社建設により改変され、本丸側から見ると往時の半分程度の規模になっている。
御台所御門
本丸の西側にあった渡櫓門で内枡形状の虎口を持っていた。雑魚（じゃこの）門、馬出門とも言われる。本丸の通用口で西側に本丸御殿の表台所が建てられていた。明治初期に取り壊され、門は埋められ更地にされており本丸側から跡を把握するのは困難となっている。
多聞櫓
御台所御門から火灯櫓まで続いていた平屋の多聞櫓である。御台所御門の虎口を取り囲み枡形門といえる形状となっていた。明治初期に取り壊された。この途中に設けられた鐘楼（鐘突堂）が今日の鐘櫓である。遺構は概ね残されている。

#### 鐘櫓

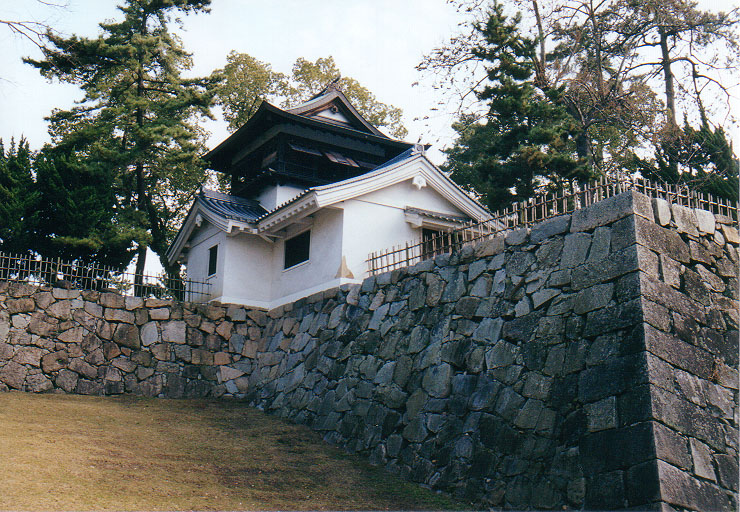
御台所御門虎口跡から見た鐘櫓（手前が火灯櫓跡）

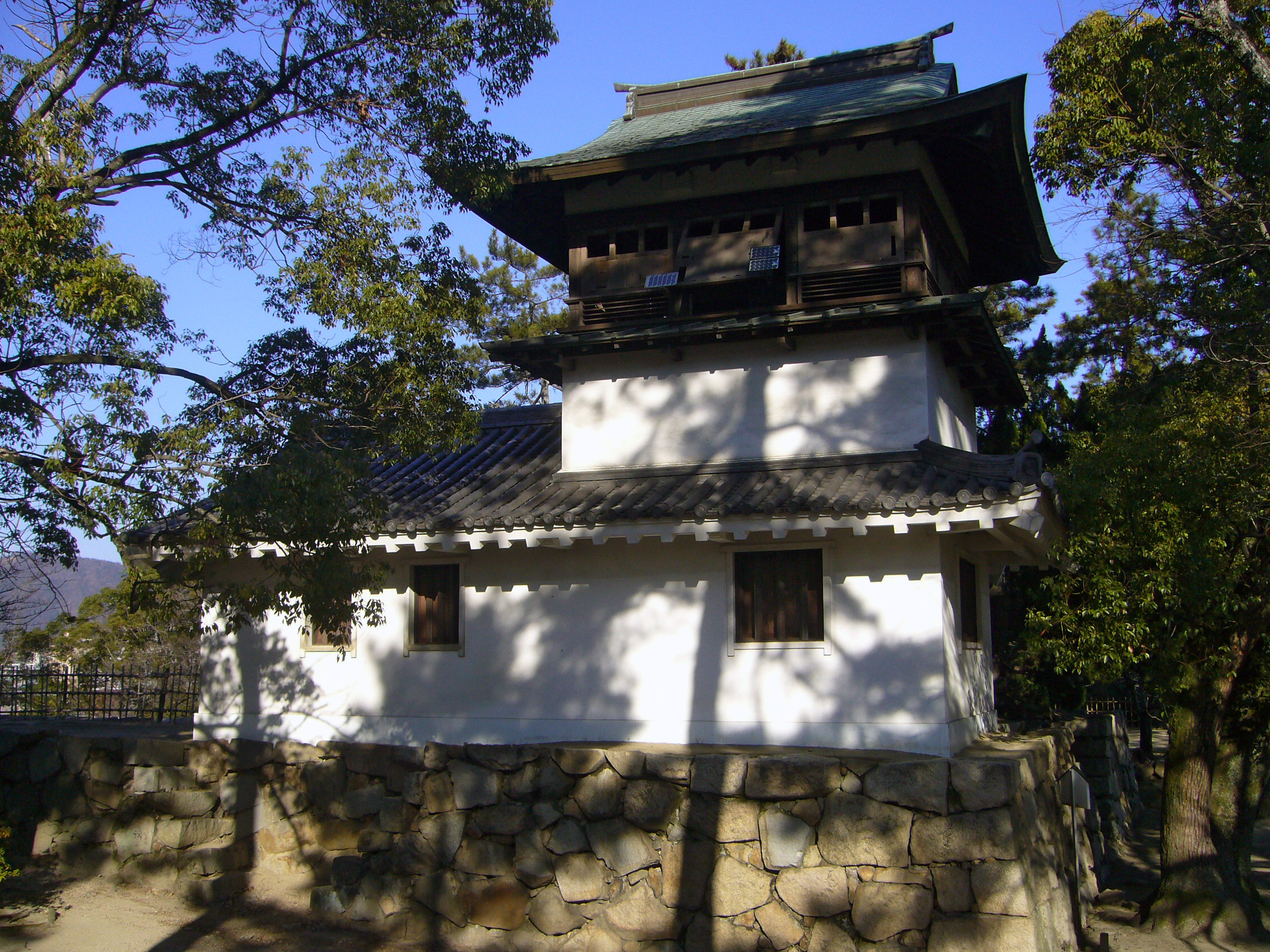
本丸から見た鐘櫓（部分再建）。2層目にソーラーパネルが見える。

一部現存。福山市指定重要文化財（鐘楼部のみ）。近世城郭で唯一本丸内に位置する鐘櫓とされるが、往時は鐘突堂と呼ばれ御台所門と火灯櫓とを結ぶ多聞櫓（枡形門）に設置された鐘楼であった。また、初期の絵図では鐘撞堂の姿が描かれておらず当初から本丸にあったのか定かではない。“鐘櫓”となったのは廃城後に周囲の多聞櫓が取り壊される中で鐘撞堂の周囲のみが残され単独で建つ姿となってからで、L字型の構造を持つのもこうした経緯のためである。建物は鐘撞人の宿舎に利用されたことから、内部、外部ともに甚だしく改変され、昭和31年（1956年）に鐘撞人が廃止されると廃墟同然の状態となった。
今日の鐘櫓は昭和54年（1979年）に修理・復興されたものであるが、どこまでが本来の構造か正確にわからなくなっており、建物の大部分は模擬的なものである。内部は非公開となっている。復興後、福山中央ライオンズクラブの寄付により昭和60年（1985年）にソーラーパネルを電源とした鐘突き装置により定時に自動で鐘が鳴る仕組みが付けられたが、平成17年（2005年）に装置が故障して鐘が鳴らなくなった。その後、この故障は市の予算（約50万円）の不足を理由に1年以上放置されていたが、平成19年（2007年）に復旧した。ただし、電源はソーラーパネルから外部供給に替えられた。なお、鐘櫓直下にあるコの字状の切り欠きが御台所門の虎口で二の丸から見ると鐘櫓の反対側に門の埋められた跡を確認することができる。鳴鐘の時間は6:00、12:00、18:00、22:00である。
火灯櫓(内九番櫓）
2重2階の櫓で本丸の南西にあった。櫓の裏側には鐘櫓がある。火灯の名称から華頭窓があったと思われる。伏見城から移築されたといわれる。明治初期に取り壊されたが遺構は概ね残されている。なお、書籍等には「火打櫓」と書かれるものも多くあるが、江戸時代の文献にはこうした表記は存在せず、後世の誤記だと思われる。
多聞櫓
平屋の建物で火灯櫓から伏見櫓の手前まで続いていた。明治初期に取り壊された。遺構は概ね残されている。

### 二の丸

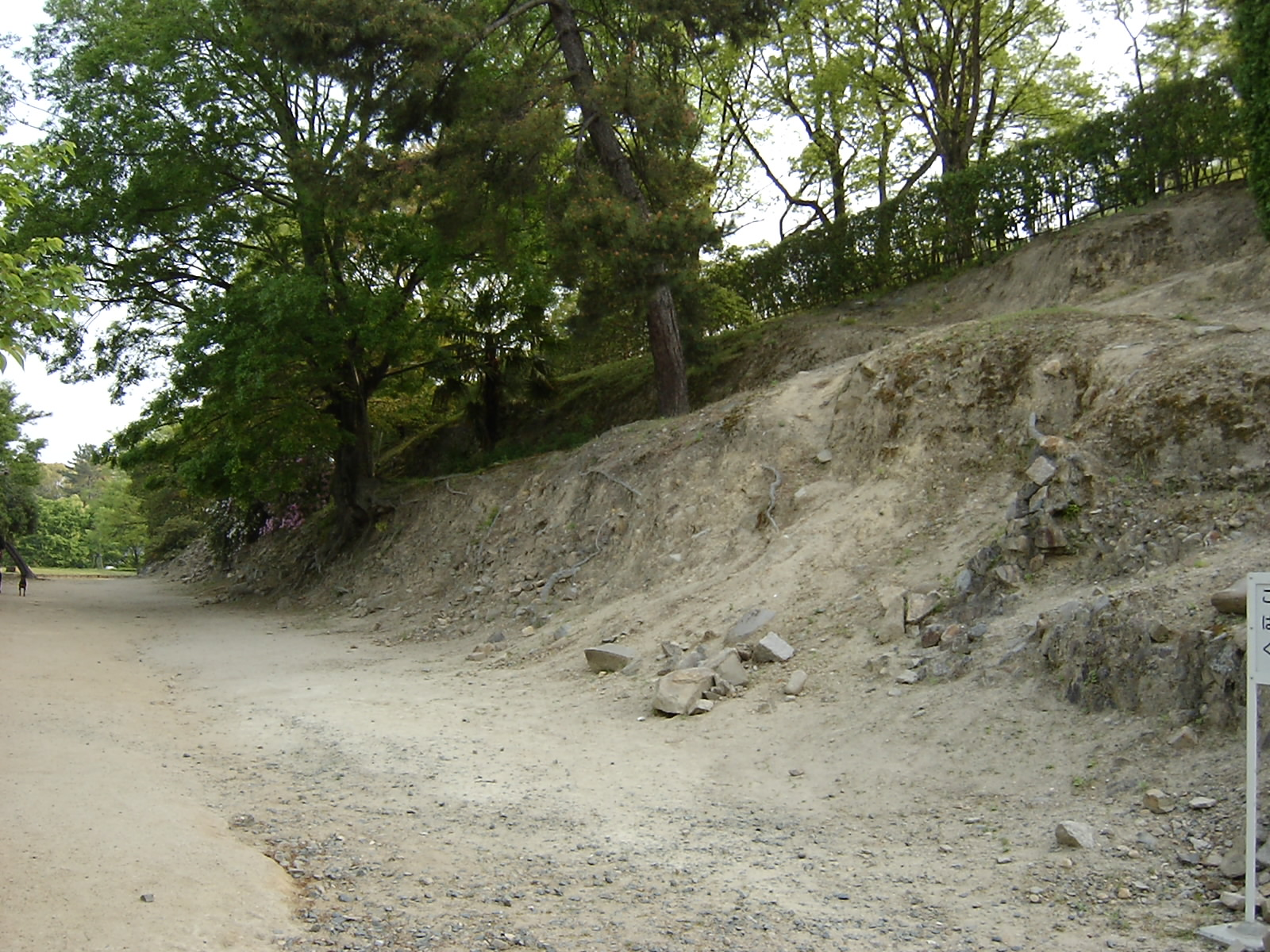
二の丸西側の石塁跡

二の丸は本丸を囲む帯曲輪で西面から北面、北東面（北半分）にかけては2段に分かれていた。基本的に幅は狭く櫓以外に目立った施設は建てられていなかったが、北面の下段のみは比較的広い敷地があり「城米蔵」と呼ばれる幕府から預かった兵糧米（城詰米）を収める蔵が建ち並んでいた。櫓は東の鹿角菜（ヒジキ）櫓から反時計回りに東坂三階櫓、鬼門櫓、乾櫓、神辺四番櫓、神辺三番櫓、神辺二番櫓、神辺一番櫓、櫛形櫓、鉄砲櫓の10ヶ所にあった（いずれも現存せず）。このうち5基は三重櫓（築城初期は神辺二番櫓も三重櫓であった）で、中でも神辺一番櫓は本丸の伏見櫓に次いで大きく神辺城天守の移築である可能性が高いと考えられている。多聞櫓は西側から北側にかけて二の丸塁線の約半分に廻らされていた。なお、櫛形櫓の附櫓を鑓櫓と呼ぶこともある。
城門は南側の大手筋である鉄御門（筋鉄御門ではない）の他に東側の東坂口御門、西側の西坂口御門、北側の御蔵口御門があり、これ以外にも西腰郭御門を始め曲輪を仕切る門が各所にあったが、いずれも現存しない。鉄御門は伏見城から移築されたといわれ鉄張りで格式の高い門であったが、福山駅構内となり痕跡は全く残されていない。二の丸を囲む内堀は曲輪の南半分に掘られているが、北半分には掘られず三の丸と直に接していた。中でも北面（城米蔵周囲）は石垣も築かれず福山城の弱点とされているが、築城当初は代わりに「切岸」と呼ばれる急斜面が成形されていて防備がないわけではなかった。しかし、切岸は時代と共に埋没して阿部時代には三の丸から二の丸下段に簡単に登れるようになっていた。
二の丸は明治時代になると大半が民間に払い下げられた。石垣も各所で破壊され昭和時代には多くの民家が建ち並んでいたが、昭和39年（1964年)に二の丸が国の史跡に指定されると買収されていった。城米蔵の跡は明治23年（1890年）に個人に買われ梨園となっていたが、昭和初期には個人の別荘（現：福寿会館）やテニスコートとなった。この周囲は空襲を免れたこともあり所有は市に移ったが現在も同様の状態が続いている。なお、福寿会館の登り口は二の丸の石垣を崩して通されたもので、テニスコート西側にある本丸棗木御門から北に直線で伸びる道路は昭和13年（1938年）に自動車で本丸内に入るために造成されたものである。二の丸北東部は近年まで孔雀や鹿を飼育する檻があったが、昭和53年（1978年）の水野勝成像建立に伴い撤去された。余談だが、ここに飼育されていた動物たちは「福山ファミリーパーク」に移された。二の丸西部は1980年代には民家の撤去を終えたが、跡地の大部分は土砂がむき出しの状態で2008年現在も放置されている。なお、二の丸西部に建てられている阿部正弘像は現在よりも南側に設置される予定であったが、西帯曲輪門跡の遺構を破壊する懸念があったため現在地にずらされている。

#### 二の丸の遺構
- 天守礎石

空襲で焼失した天守に用いられていた礎石で二の丸北側に移設されている。
- 建造物ではないが二の丸東側に水野勝成、二の丸西側には阿部正弘の銅像が建立されている。第二次世界大戦前には本丸内に阿部正弘像が建てられていたが、これは戦時供出により撤去され形状も現在のものとは異なっていた[44]。

### 二の丸南側
坂上御番所
平屋の建物で二の丸上段南側の伏見櫓直下にあった。樫木御番所ともいう。慶応元年（1865年）の火薬を爆発により焼失した。遺構は残されていない。
櫛形櫓(外九番櫓）
2重2階の櫓で二の丸上段の南側にあった。武具類が収蔵されていたといわれる。台形ではないにもかかわらず櫛形の名称を持つのは神辺城から移築された名残といわれている。慶応元年（1865年）の火薬を爆発により焼失した。櫓跡は昭和初期までに地面ごと削り取られ現在は福山駅となっている。
鑓櫓
平屋の櫓で二の丸上段の櫛形櫓と鉄砲櫓の間に建てられていた。櫛形櫓の続櫓である。名称から槍が収蔵されていたと思われる。 慶応元年（1865年）の火薬を爆発により焼失した。櫓跡は櫛形櫓と共に地面ごと削り取られている。
鉄砲櫓
二の丸上段の鑓櫓の東側に建てられていた2重2階の櫓である。二の丸下段から二の丸上段への坂に沿って鉄砲櫓、鑓櫓、櫛形櫓が階段状に配されていた。慶応元年（1865年）の火薬を爆発により焼失した。名称から鉄砲が収蔵されていたと思われる。櫓跡は昭和初期までに地面ごと削り取られ現在は福山駅となっている。
御番所
二の丸下段の鉄御門の北側にあった平屋の建物である。明治初期に取り壊された。現在は道路となり遺構は残されていない。
鉄御門
二の丸下段の南側にあった渡櫓門である。二の丸の正門で門扉や門柱などの表面に鉄板が張られていた。外枡形を持ち三の丸とは木橋が渡されていた。伏見城から移築されたといわれる。明治初期に取り壊され、現在は福山駅構内となっている。
多聞櫓
平屋の建物で鉄御門から二の丸上段の石垣まで続いていた。明治初期に取り壊され、現在は道路や福山駅構内となり遺構は残されていない。
四ツ足御門
鉄御門の外枡形内にあり、南東の犬走りへ降りる小さな門で名称から控柱を4本持つ構造であったと思われるが詳細はわかっていない。明治初期に取り壊され、現在は道路となり遺構は残されていない。

### 二の丸東側
鹿角菜櫓（外一番櫓）
ひじきやぐら。2重2階の櫓で二の丸上段の東側にあり、東坂口御門と西に接する。神辺城から移築されたといわれる。名称からヒジキを収蔵していたと思われる。明治初期に取り壊された。二の丸上段内の石垣は撤去されているが櫓台の石垣は概ね残されている。
東坂口御門
二の丸上段、鹿角菜櫓と東坂三階櫓の間にあり、東側二の丸上段と二の丸下段を結ぶ渡櫓門であった。東上り楯御門とも言われる。外枡形状の虎口を持つが三の丸から門の手前まで一直線で来られるようになっていた。明治初期に取り壊されたが、門跡の石垣は概ね残されている。
東坂三階櫓（外二番櫓）
3重3階の櫓で二の丸上段の東側にあった。東坂口御門の東にあった。固有の名称はわかっておらず、移築の有無も不明であるが、古写真では古式な外観を見せている。明治初期に取り壊され、二の丸上段内の石垣は撤去されているが櫓台の石垣は概ね残されている。
多聞櫓
二の丸上段の東側にあり東坂三階櫓から鬼門櫓までを、2重の多聞櫓で渡していた。このような形状の櫓は金沢城・福岡城・久留米城などの類例（天守に連立するものを除けば）のみである。明治初期に取り壊され、二の丸上段内の石垣は撤去されているが地面の凹凸によりおおよその位置は把握することができる。

### 二の丸北側

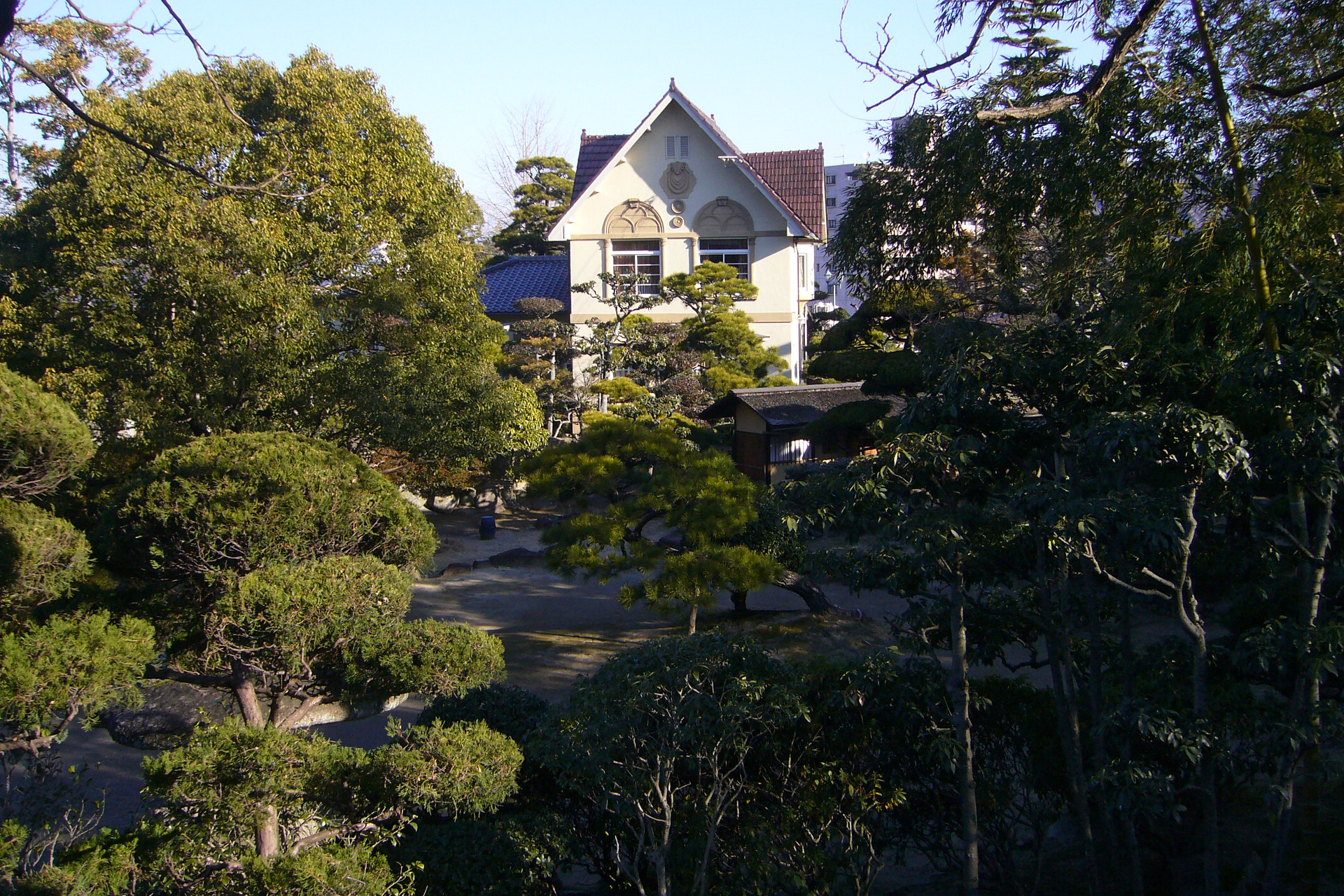
城米蔵跡に建てられた福寿会館

鬼門櫓(外三番櫓）
3重3階の櫓で二の丸上段の鬼門（北東）方角の位置に建てられていた。神辺城から移築されたといわれる。明治初期に取り壊され、二の丸上段内の石垣は撤去されているが櫓台の石垣は概ね残されている。
多聞櫓
平屋の建物で二の丸上段の鬼門櫓から御蔵口御門まで続いていた。明治初期に取り壊された。櫓台の石垣は改変があるものの概ね残されている。
御蔵口御門
平屋の渡櫓門で二の丸上段の北側、鬼門櫓と乾櫓を結ぶ多聞櫓の中間にあり、二の丸上段と二の丸下段とを結ぶ門であった。門を出てすぐの場所に米蔵が建ち並んでいた。明治初期に取り壊された。門跡の石垣は崩され周囲も大きく改変されたため痕跡はほとんど残されていない。
城米蔵（五千石蔵）
二の丸下段の北側にあった。幕府から預かった備蓄米を収めた蔵で享保17年（1732年）に対馬で起きた火事の救済や、享保18年（1733年）に長州で起きた飢饉の救済に拠出されている。ただし、後に米の備蓄は廃止され、寛延3年（1750年）には蔵の大半が取り壊された。明治初期までにすべて取り壊され、跡地の北側は明治時代に三蔵稲荷神社が建てられ、他の部分は明治23年（1890年）から梨園となったが、昭和初期に東半分に安部和助の別荘（現：福寿会館）が建てられ西半分にはテニスコートが造られた。また、往時は東坂三階櫓下の二の丸下段から城米蔵の敷地まで往来できるようになっていたが、途中に別荘に登る道路が敷設され分断されて通れなくなっている。周囲は以上のように大きく改変を受けたため遺構は何も残されていない。なお、昭和41年（1966年）の天守再建に際して南側に天守の礎石が移設されている。
多聞櫓
平屋の建物で二の丸上段の御蔵口御門から乾櫓まで続いていた。明治初期に取り壊された。石垣は撤去され遺構は残されていない。
乾櫓(外四番櫓）
3重3階の櫓で二の丸上段の乾（北西）方角に建てられていた。明治初期に建物が取り壊され、櫓台の石垣は昭和初期までに撤去され遺構は残されていない。

### 二の丸西側
多聞櫓
二の丸上段の乾櫓から神辺四番櫓の間にあった平屋の多聞櫓である。「L字」型に折れて続いていた。明治初期に建物と石垣は撤去され遺構は残されていない。
神辺四番櫓(外五番櫓）
二の丸上段の北西側にあった2重2階の櫓で南側に続櫓を持っていた。神辺城から移築されたといわれている。明治初期に建物と共に櫓台の石垣が撤去され遺構は残されていない。
水の手御門
二の丸上段の西側、神辺三番櫓と神辺四番櫓の間にあり二の丸上段と二の丸下段とを結んでいた高麗門あるいは薬医門と思われる門で明治初期までに取り壊されたと思われる。名称のように門を出た場所に外堀があり、水を汲むか舟に乗るために用いられた。小さな外枡形状の虎口を持っていた。門跡は周囲も含め撤去され遺構は残されていない。ふくやま美術館西側の階段を登った辺りにあった。
神辺三番櫓(外六番櫓）
3重3階の櫓で二の丸上段の西側にあった。神辺城から移築されたといわれる。明治初期に取り壊され、櫓台の石垣は撤去され残されていないが、その跡の土塁はわずかに残されており、おおよその位置を把握することができる。
神辺二番櫓(外七番櫓）
二の丸上段の西側にあった。当初は3重3階であったが、水野氏の時代に2重に改められたようである。明治初期に取り壊され、櫓台の石垣は撤去され残されていないが、その跡の土塁はわずかに残されており、おおよその位置を把握することができる。
多聞櫓
二の丸上段の神辺二番櫓から西坂口御門まで続いていた平屋の多聞櫓である。西坂口御門の虎口を取り囲み枡形門といえる形状となっていた。明治初期に取り壊され、櫓台の石垣は撤去され残されていないが、その跡の土塁はわずかに残されており、おおよその位置を把握することができる。
西坂口御門
二の丸上段の西側に神辺一番櫓と神辺二番櫓の間にあった渡櫓門で二の丸の通用門として使われていた。東上り楯御門ともいう。外枡形状を二重に組み合わせた複雑な虎口を持ち、虎口内には二の丸下段に通じる埋門が設けられていた。明治初期に取り壊され、門跡の石垣は崩され周囲も大きく改変されたため遺構は残されていない。
多聞櫓
二の丸上段の西坂口御門から神辺一番櫓まで続いていた平屋の多聞櫓であった。明治初期に取り壊された。石垣は崩され周囲も大きく改変されたため遺構は残されていない。
神辺一番櫓(外八番櫓）
3重3階の櫓で二の丸上段の南西にあった。寺社方の書類が収蔵されていたといわれる。名称の通り神辺城から移築された伝承を持つ櫓では最も大きいことから、神辺城の天守であったといわれている。明治初期に取り壊され、櫓台の石垣は概ね残されているが、二の丸上段内の石垣は崩されている。
西腰郭御門
渡櫓門で二の丸上段の西側にあった。本丸伏見櫓の直下で西坂口御門の裏手にあり二の丸上段を仕切っていた。明治初期に取り壊された。門跡の石垣は崩されているが、土塁状の跡がわずかに残されており、おおよその位置を把握することができる。

### 三の丸
三の丸は平野部となっていて、東は現在の丸之内町の大半、西は広島県立歴史博物館、南は福山駅、福山ニューキャッスルホテル、北はふくやま文学館、福山市人権平和資料館などを含む広大な曲輪である。藩政時代には「御屋形」や重臣の屋敷が立ち並んでいた。御屋形は水野時代に建てられた藩主の居館で城の東側に位置し城内で最も広大な敷地を有していた。現在は市街地となり痕跡はあまりないが、隣接する「涼櫓」の石垣などわずかではあるが残されている。また、屋敷の正門（長屋門）は鞆町に移され現存している。西側の博物館の位置には御屋形に次ぐ規模の屋敷があり、初代藩主水野勝成の隠居屋敷であったが勝成の死後は代々筆頭家老の住まいとなった。三の丸への入り口は追手御門の他、西御門、東御門、北御門があり、北御門以外はすべて木橋であった。また、通用口として清水口御門があった。他にも外堀の船着場である御水門は内枡形状の舟入と二重櫓を備えた全国でも希な施設であった。

#### 御屋形

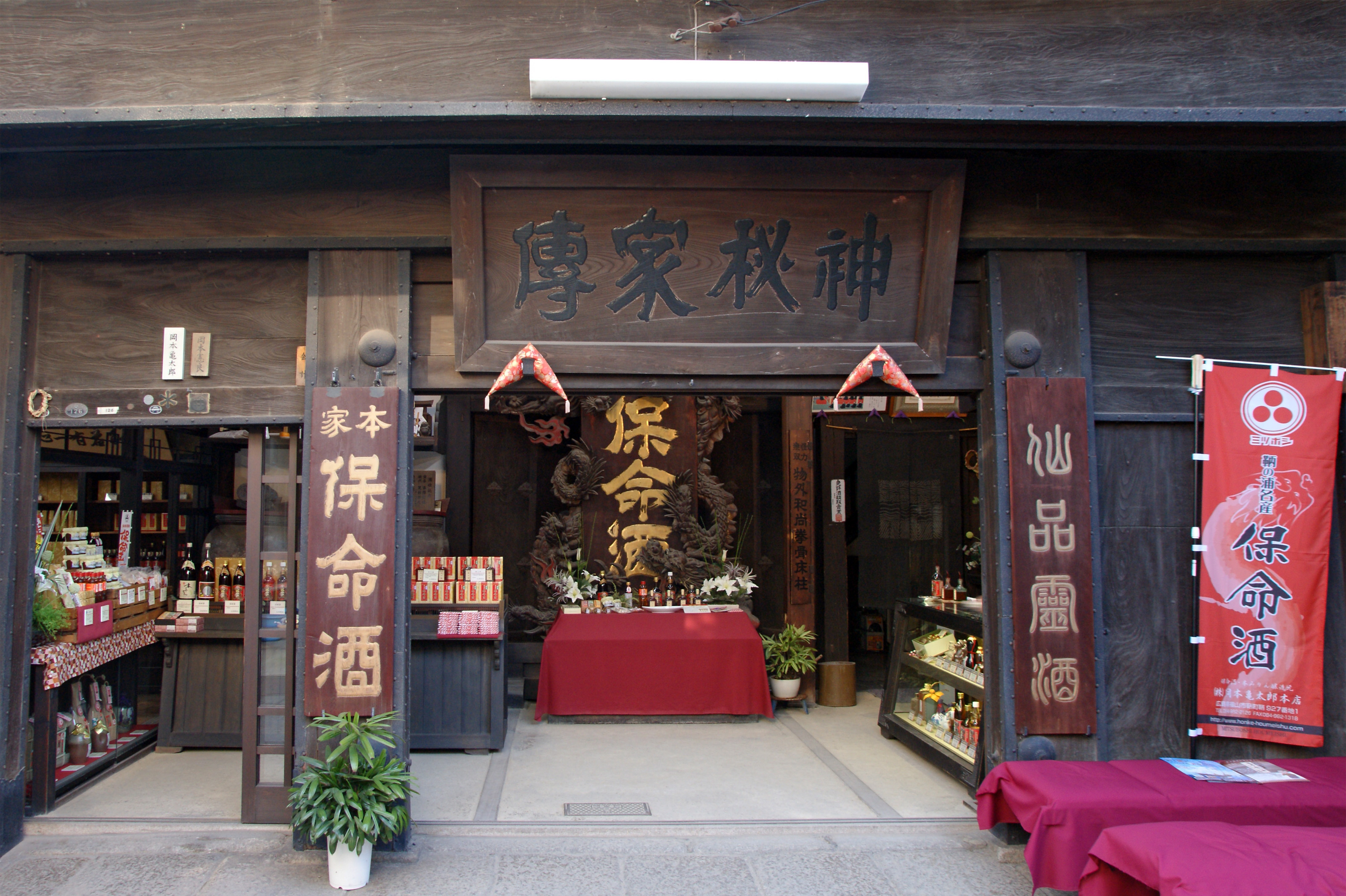
御屋形表門遺構（移築）

三の丸の東側、東御門と北御門の間には敷地面積約4650坪の広大な藩主の屋敷があり、水野時代には「上屋敷」、阿部時代には「御屋形」と呼ばれていた。築城当初は家臣の屋敷が建てられていたが、3代藩主水野勝貞により築造されて、以後は藩主の住まいとして幕末まで用いられた。
殿舎は基本的に本丸御殿と同様の構成となっており、北側には4代藩主水野勝種により小山や山水庭園が築かれた。表門は西側にあり幅約90間の長大な長屋に連続した長屋門であった。この門は払下げにより明治初期に鞆町に移築され商家として部分的に現存している。なお、この建物を書籍などで東御門の遺構とすることもあるが、東御門は御屋形の南東にあった「櫓門」であり、別の建築である。
御屋形は明治時代になると福山県庁として用いられたが、建築は明治期にすべて撤去され跡には福山女学校や深安郡役所が建てられた。現在は市街地となり、痕跡として残されるのは御屋形敷地内にあった涼櫓周辺の石垣のみである。

#### 松山

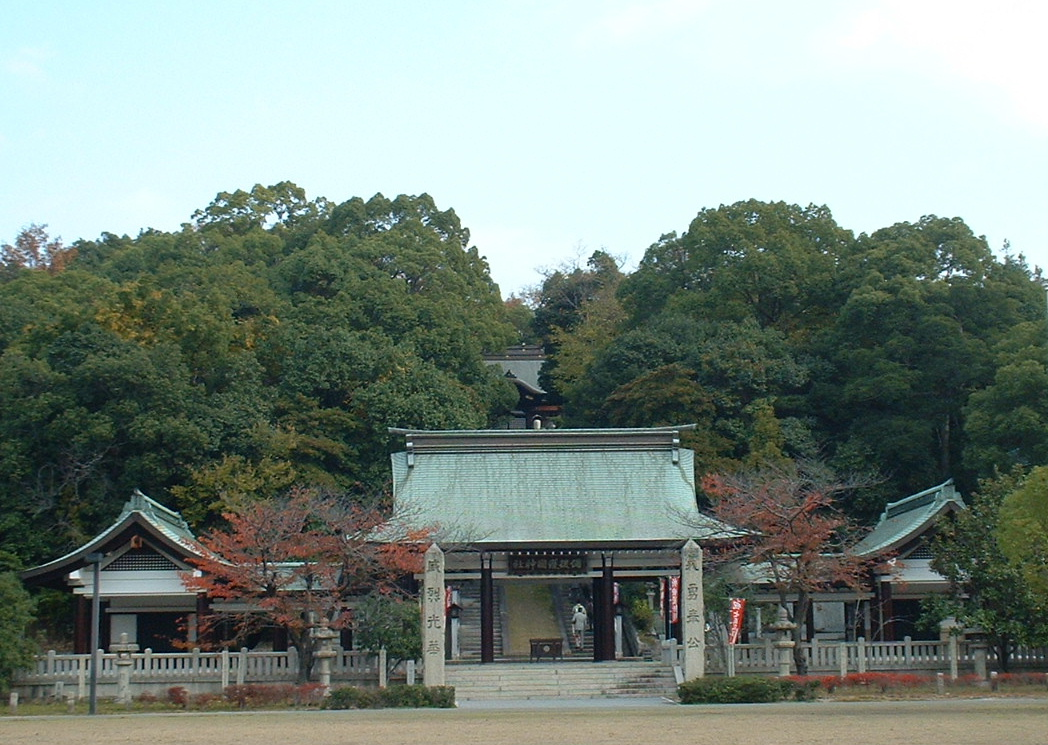
西側から見た松山（備後護国神社）

松山は二の丸のすぐ北側にある小高い山である。山頂東側に城の守護として天神社が建てられたため、天神山とも呼ばれる。築城以前は本丸・二の丸となる常興寺山と地続きであったが、この間を掘り割って分断し上水道（福山旧水道）の水源を導く小川が通された。天神社の境内には慶安年間に松山寺と呼ばれる寺が建てられ参道は東側から延びていた。松山は本来であれば三の丸に含まれるべき位置にあるが堀や石垣などの防備施設は設けられず城下とは竹柵により仕切られるのみであった。文化9年（1812年）、山頂西側に藩主阿部正精により阿部家の祖霊を祀る勇鷹（ゆうおう）神社（現在の備後護国神社）が建てられ南側に参道が通された。ちなみに、幕末の歌人松本良遠は「聡敏（総髪）の乱れし髪を結わずして、きんか頭を勇鷹（結う）神とは」という狂歌を詠み、福山藩の開祖である水野勝成を祀る聡敏神社の荒廃が放置される一方で勇鷹神社のみが整備される様子を嘆いている。
明治維新に福山城が長州藩の攻撃を受ける直前には松山が防衛上の弱点として問題視され北側の斜面を削って胸壁が築かれた。しかし、ここ以外は竹柵のみのままであったため、長州兵は竹柵部分から容易に城内へと進入しており、あまり効果がなかったようである。なお、胸壁構築に障害となった天神社は城下の南東端（現在の住吉町）へと移された。太平洋戦争後になると、松山は開発が進み、南東部は福山市武道館やふくやま市民交流館の建設により崩され、西部は備後護国神社の参道が新たに設けられ麓に神門が建てられた。北面の胸壁は近年に道路拡張のため削られ明治維新のときより更に険しい斜面となっている。なお、天神社のあった場所は備後護国神社本殿の裏手であるが、現在は雑木林となっていて断崖もあるので立ち入りは危険である。また、痕跡は参道も含め残されていない。ただし、天神山の呼称のみは現在も広く用いられている。

#### 小丸山
小丸山は二の丸の西北にある小規模な丘陵である。松山と同様に築城以前は常興寺山と地続きであったが、堀切により分断された。小丸の名称から曲輪の役割が想定されていたようであるが、防衛施設は何もなく、城下との間は竹柵により隔てられるのみであった（#搦手の不備を参照）。明治維新のときには急死した藩主阿部正方が仮埋葬され長州藩との攻防の舞台となった。
昭和46年（1971年）にはテニスコートおよび駐車場建設のため小丸山の造成が始まるが、これを知った文化財保護審議会が工事の中止を市長に要請し工事は中止された。しかし、小丸山はすでに半ば崩されており、駐車場も造成を終えていたため、テニスコートを北側にずらすことで部分的に保存されることになった。残された部分は崩した土砂を補い昭和48年（1973年）に市の史跡に指定された。その後、この丘を「先人の森」と称して福山の歴史を築いた人物に関わる石碑が集められた。このうち、山頂付近に置かれた水野勝成寿碑は京都大徳寺にあったものであるが、ここに至る歩道は整備されておらず、すぐ裏側は崖である。昭和51年（1976年）に小丸山東側に城下の侍屋敷から長屋門（内藤家長屋門）が移築されるが、この設置より小丸山の一部が切り崩されている。さらに昭和63年（1988年）、ふくやま美術館建設により南斜面が崩され中腹部に新たな歩道が通された。このように、小丸山は昭和時代にさまざまな開発に曝され、小丸山に隣接する二の丸も破壊が進むなど遺跡の範囲が不明瞭となり往時の面影はほとんど残されていない。

#### 三の丸の遺構
- 赤門（文化財指定なし）

備後護国神社北西に残る朱塗りの薬医門で阿部家の紋様が施されている。
- 三の丸涼櫓台石垣（文化財指定なし）

市内三之丸町の福山駅ビル「さんすて福山」北入口のファミリーマート西側に櫓台の一部が現存する。
- 外堀南東の石垣（文化財指定なし）

市内三之丸町の福山駅ビル「さんすて福山」北入口前の市営駐車場内に現存する。
- 北御門外枡形石塁跡（福山市指定史跡）

丸之内1丁目の鈴木工務店北側の民家と隣接の月極駐車場沿いに残存する。
- 三の丸外堀石垣（文化財指定なし）

丸之内1丁目の鈴木工務店駐車場内に石垣上部のみ（下部は地下に現存）残存
- 三の丸西御門枡形櫓台石垣（福山市指定史跡）

広島県立歴史博物館前の福塩線高架下に所在する。三の丸に残る石垣としては最大規模。
- 三の丸南西角外堀石垣（文化財指定なし）

福山市営三之丸駐車場の南側地下に所在・道路から観察できるようになっている。
- 岡本家長屋門（福山市指定重要文化財）

鞆町（鞆の浦）にある保命酒の醸造元、岡本亀太郎商店に三の丸御屋形（藩主居館）の正門が移築されている。かつては両側に番所があったが今は左側のみになっている。

### 三の丸南側

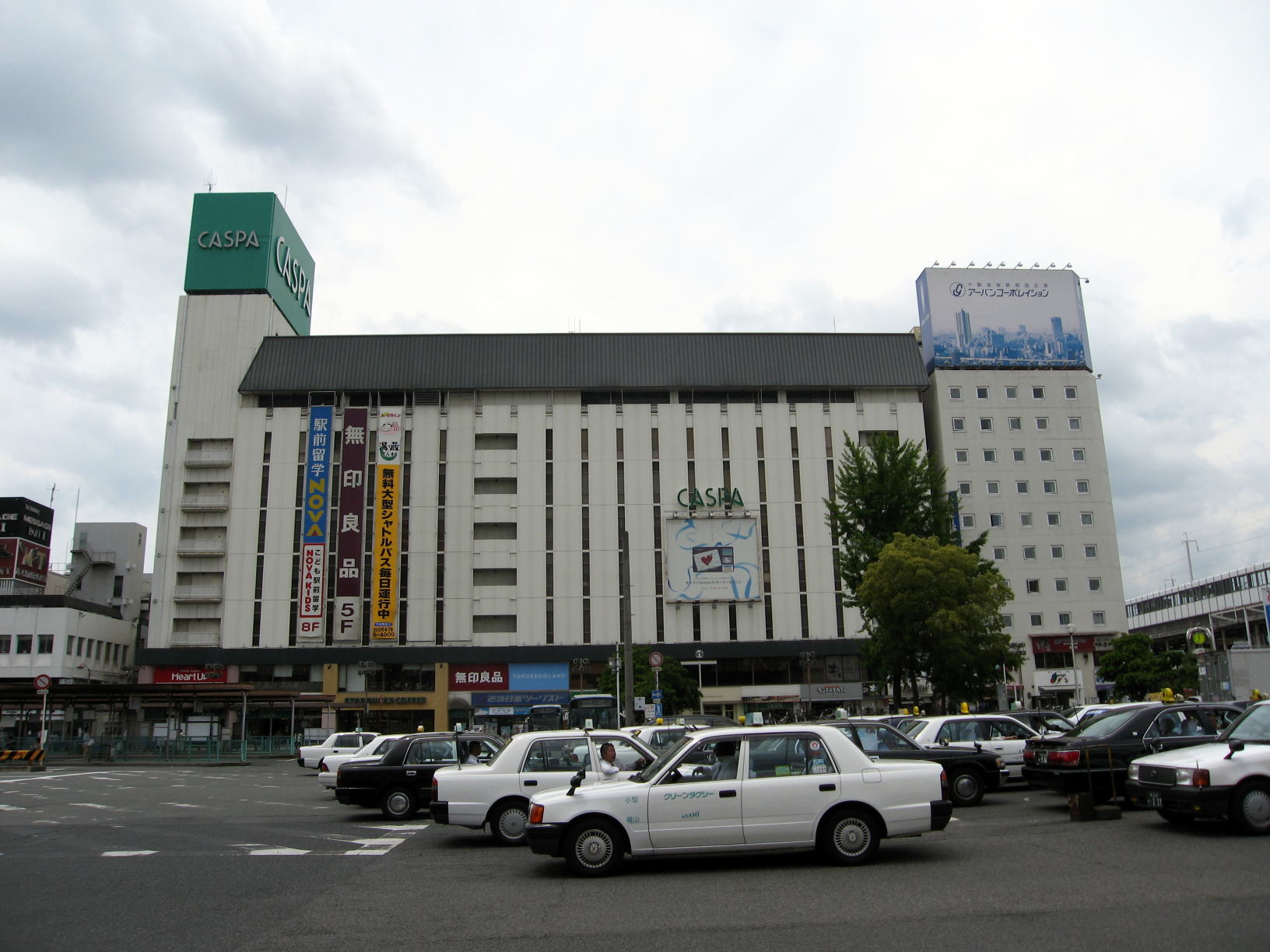
正面の建物がほぼ追手御門および外枡形の位置になる

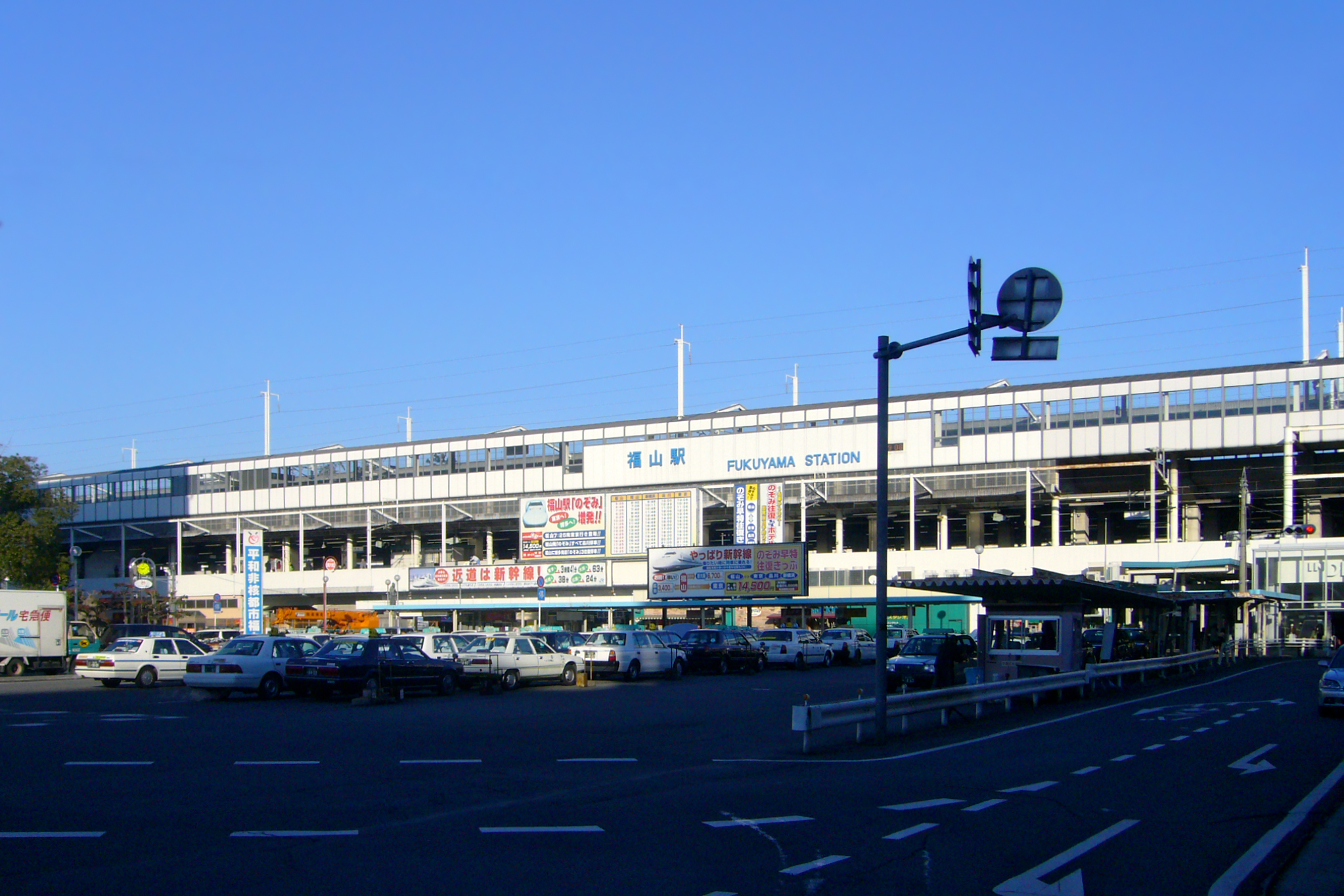
御水門跡周辺（中央タクシー付近）

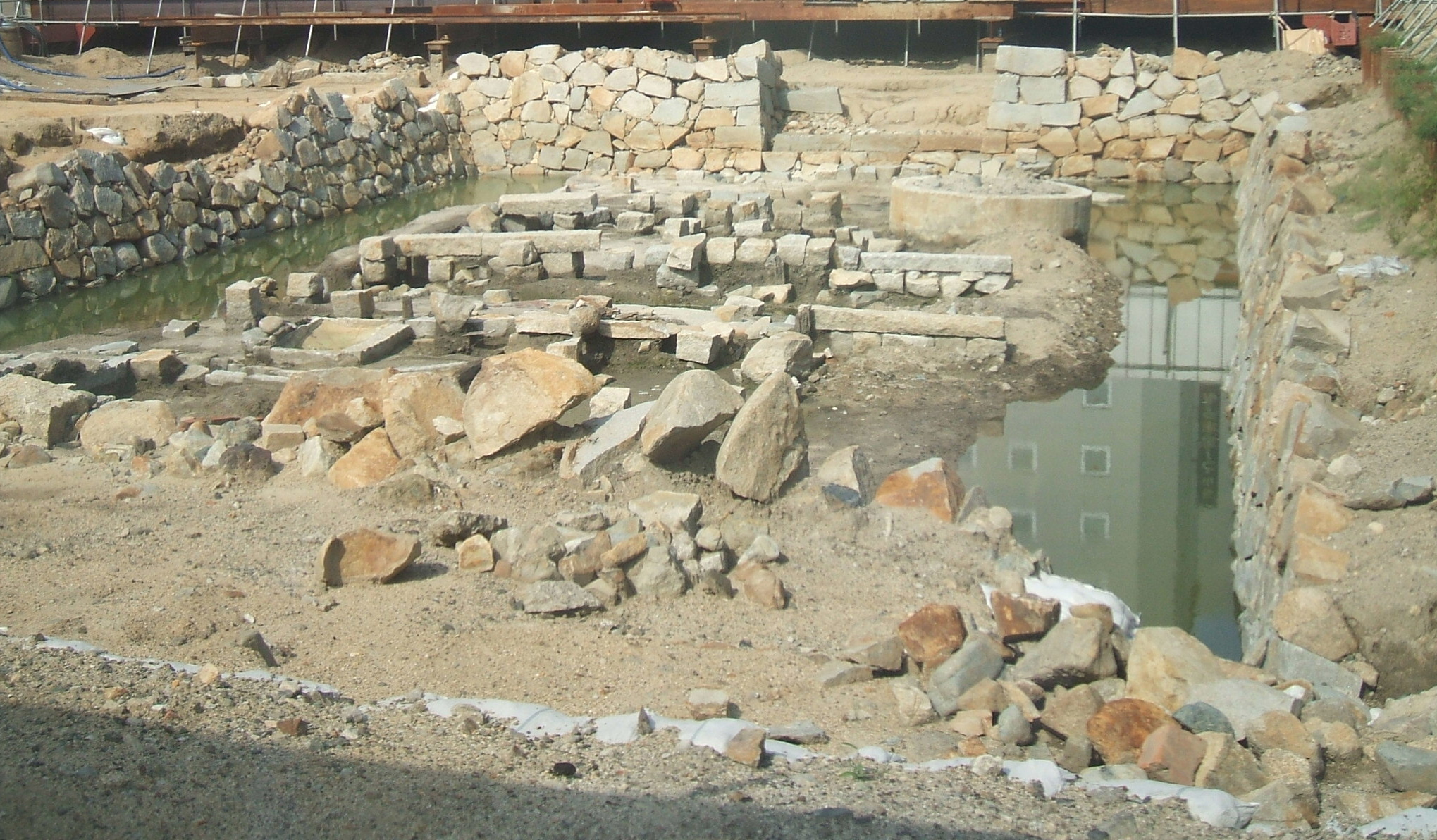
発掘された御水門跡周辺（2008年）

追手御門
渡櫓門で三の丸の南側にあった。福山城で最大の門で外枡形を持ち城下とは木橋で結ばれていた。伏見城から移築されたといわれている。その大きさから伏見城でも特に重要な門であったはずである。明治初期に取り壊され現在は市街地（CASPA周辺）となり遺構は残されていなかったが、2009年の駅前再開発に伴う発掘調査により外枡形に通じる土橋の一部が検出された。
二重櫓
2重2階の櫓で三の丸の南東にあった。固有の名称はわかっていない。海に通じる運河の終端にあり、福山に昇ってくる船から正面に見える櫓であった。明治初期に取り壊され、現在は市街地（伏見町）となり痕跡は残されていない。
御水門
高麗門で三の丸の南側にあった。内枡形状の舟入を備える門で、三の丸から外堀に浮かぶ船に乗るため堀まで階段が開かれていた。舟入は内枡形状に加え二重櫓と土塀が設置されるなど、舟入の防備としては全国の城郭でも特に厳重であった。明治初期になると門は取り壊され、舟入は埋められ宅地として利用されていたが、1891年（明治24年）の山陽鉄道敷設により周囲は完全に埋められ福山駅前となった。2008年の発掘調査により舟入を含めた門の石垣が検出された。
二重櫓
2重2階の櫓で三の丸の南側、御水門の手前にあった。固有の名称はわかっていない。明治初期に取り壊された。御水門と共に福山駅前となっていたが2008年の発掘調査により櫓台の石垣が検出された。

### 三の丸東側
東御門
平屋の渡櫓門で三の丸の南東にあった。外枡形を持ち城下とは木橋で結ばれていた。明治初期に取り壊された。門のあった場所は線路（さんすて福山）となり痕跡は残されていない。
御番所
平屋の建物で東御門の西側にあった。明治初期に取り壊された。線路（さんすて福山）となり痕跡は残されていない。
涼櫓
2重2階の櫓で三の丸の東側にあった。三の丸御屋形の完成後は物見台として使われていたようで、名称から藩主の納涼などに用いられたようである。廃城後に大きく改変されたため、昭和初期の旧国宝選考からも外されている。昭和20年（1945年）の空襲により焼失した。櫓台の石垣は福山駅北口のファミリーマート福山駅北口店の西側に部分的に残されている。
北御門
平屋の渡櫓門で三の丸の東側にあった。外枡形を持ち城下とは三の丸で唯一土橋が架けられていた。これは北御門から北側の外堀が上水道の水源として用いられているため、他の外堀と水を分離させるためだと考えられる。なお、東に位置しているにもかかわらず北御門と呼ばれるのは、南東にも門がありこちらが東御門と名付けられたからのようである。明治初期に取り壊された。門自体は市街地となり残されていないが、外枡形は部分的に残され史跡として保存されている。ただし、遺構は民家の敷地となっているので見学は外側からのみ可能となっている。
御番所
平屋の建物で北御門の西側にあった。明治初期に取り壊された。市街地となり遺構は残されていない。

### 三の丸北側
清水口御門
三の丸の北東にあった。明治初期には取り壊された。名称の通り、門の前を流れる小川は上水道の水源であった。資料が少なく詳細はわかっていないが、絵図等から判断すると築城当初にはなかったようである。現在は宅地（三蔵稲荷神社参道手前）となり遺構は残っていない。
煙硝蔵
小丸山と松山の間にあった。江戸時代中期頃に城下北部に移転させられたようである。火薬類を収める蔵で絵図によると2基の土蔵で構成されていた。昭和46年（1971年）に駐車場となったが、事前調査のないまま開発されている。遺構は完全に破壊されたと思われる。

### 三の丸西側
西御門
平屋の渡櫓門で三の丸の西側にあった。明治初期に取り壊された。外枡形を持ち城下とは木橋で結ばれていた。門自体の遺構は何も残されていないが、外枡形の一部は福塩線の高架下に保存されている。
御番所
平屋の建物で西御門の北側にあった。明治初期に取り壊された。広島県立歴史博物館の建設に伴う発掘調査で遺構が検出されたが保存はされず、代わりに御番所と同位置、同形状の貯水槽が建てられた。ただし、ここに見学するには博物館の裏にまわらなければならないので来訪者には気付かれにくい。

### 城下

#### 城下町
城下町については「福山」を参照のこと。

#### 総構え

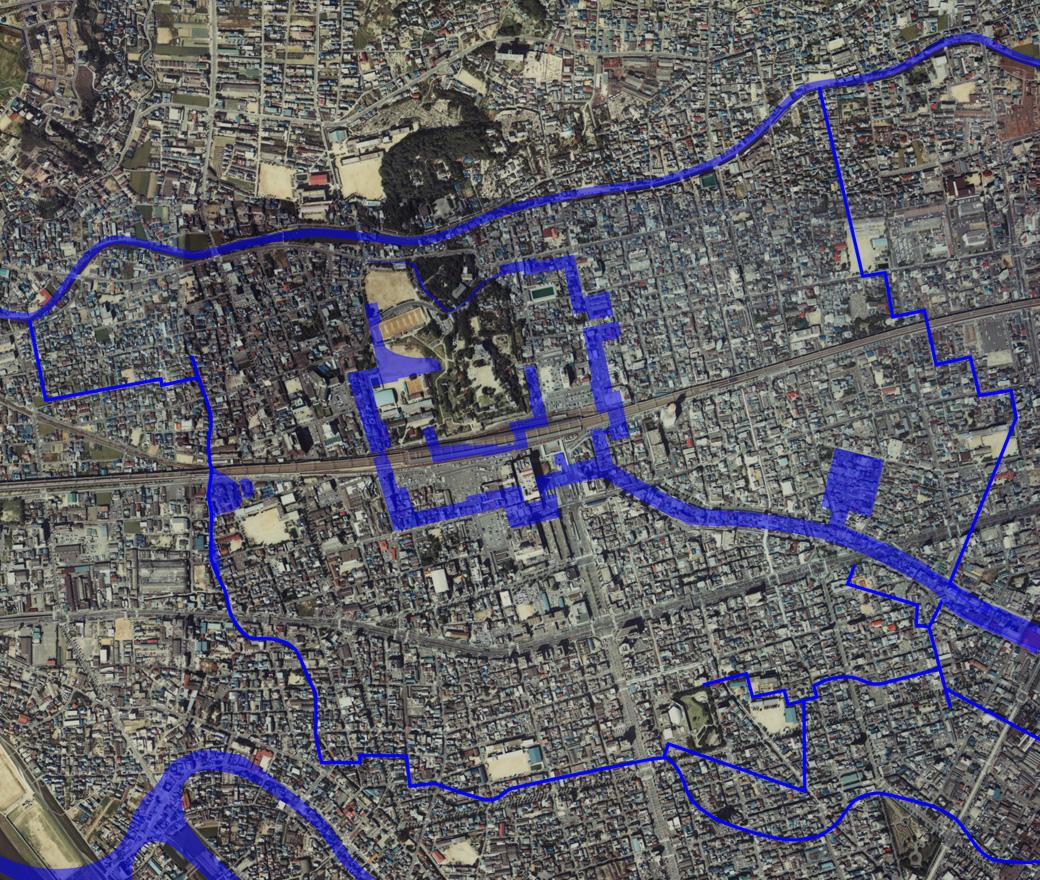
福山市街の航空写真。青線が水野時代後期の総構え。1981年度

福山城の城下町は「総構え」と呼ばれる外郭（水堀・土塁）が取り囲んでいた。総構えは時代により変遷があるものの、西側は概ね城下北西の長者町で端を発し吉津川の水を導いて南に進み現在の古野上町で東に折れて下屋敷（現在の中央図書館）前を横切り入江へと達していた。この名残が道三川であるが駅前大通りより下流は流路が大幅に変えられている。東側は弘宗寺（現在の桜馬場町）の裏からやはり吉津川を水源とし寺町を囲むように南に下り藩の船を係留する「船入（現在の入船町）」の先で入江に合流していた。築城初期の総構えは城下（侍屋敷、足軽町、町、寺社）のほとんどを取り込んでいたが、町は次第に総構えの外側へと範囲を広げていき、水野時代後期までに東側に三吉町が南側に道三町が新たに形成された。延宝4年（1676年）には土塁から石塁に改修されるなど、度々の改修があったようだが、幕末には市街地に埋もれた部分も多かったようである。総構えの遺構は開発や区画整理等によりほとんど消滅しているが、空襲の被害が少なく区画整理事業対象にならなかった桜馬場町～東町・寺町付近には狭くはなっているが水路や石垣も残っている。

#### 入江
入江は外堀と瀬戸内海とを結ぶ運河で外堀の南東端から南東方向に城下を分段するようにほぼ直線で掘られていた。築城当初は外堀に舟で出入りできたといわれ、三の丸には二重櫓を備えた枡型状の船着場（御水門）が設けられていた。城下と三の丸とを繋ぐ橋も北御門を除きすべて木橋が架けられ、舟は橋を潜り外堀の各所を自在に通行できるようになっていた。築城当初の海岸線は城下を出てすぐにあったため当初の入江は全長1.5km程度であったが、城下の干拓が進むにつれ入江も延伸され最終的には全長約4kmになった。福山藩は大規模な船団を保有しており、船の多くは入江の北岸で城下東南端の船入に係留された。入江は福山城の海に対する戦略を担う重要な施設であったが、物流にとっても大きな役割を持ち城下の水上交通の大動脈でもあった。廃城後、入江は明治後期頃に上流から徐々に埋め立てが進み市街地となり2008年現在は福山芸術文化ホール（リーデンローズ）から先が残され福山港となっている。

#### 築切
海水を直接利用する構造の外堀は瀬戸内海の2mを越す干満差により干潮時には完全に干上がってしまうという弱点を持つことにもなった。そのためか築城後に「築切（つっきり）」と呼ばれる土手が外堀手前の入江終端付近に構築され堀の水がせき止められた。築切は全長45m、幅約10m、高さ2-3mの規模であった。満潮時には築切を乗り越えて海水が掘へ流れ込み、干潮時には築切によって水の流れがせき止められ、築切の高さ以下には堀の水面が下がらないようにする仕組みである。これにより堀の水は常時維持されるようになったが舟で外堀に入ることはできなくなった。築切が作られた時期は、1644-1648年に幕府へ提出した「正保城絵図」にも築切の記載があることから、築城二十数年後までには設けられていたと考えられてる。なお、東外堀に面した場所に魚屋の並ぶ上魚屋町があるのは築切が構築される以前に外堀で魚を荷揚げをしたためといわれる。築切は1991年の駅舎建設による内堀埋め立て後も残されていたが、昭和初期に周辺の開発に伴い埋め立てられた。2014年の伏見町の民有地再開発に伴う試掘調査で、地下50cmに築切の石垣が発掘されている。福山市では築城400年を記念して、築切が発掘された周囲一帯の民有地を買い取って公園として整備することを検討している。

#### 城下の遺構
- 内藤家長屋門（福山市指定重要文化財）

阿部時代の家老である内藤家の屋敷にあった長屋門で城下西部から現在地（小丸山）に移築されている。
- 沼名前神社能舞台（重要文化財）

鞆町（鞆の浦）に2代藩主、水野勝俊により沼名前神社に寄贈された伏見城ゆかりと伝えられる移動式の能舞台。

### その他

#### 石垣

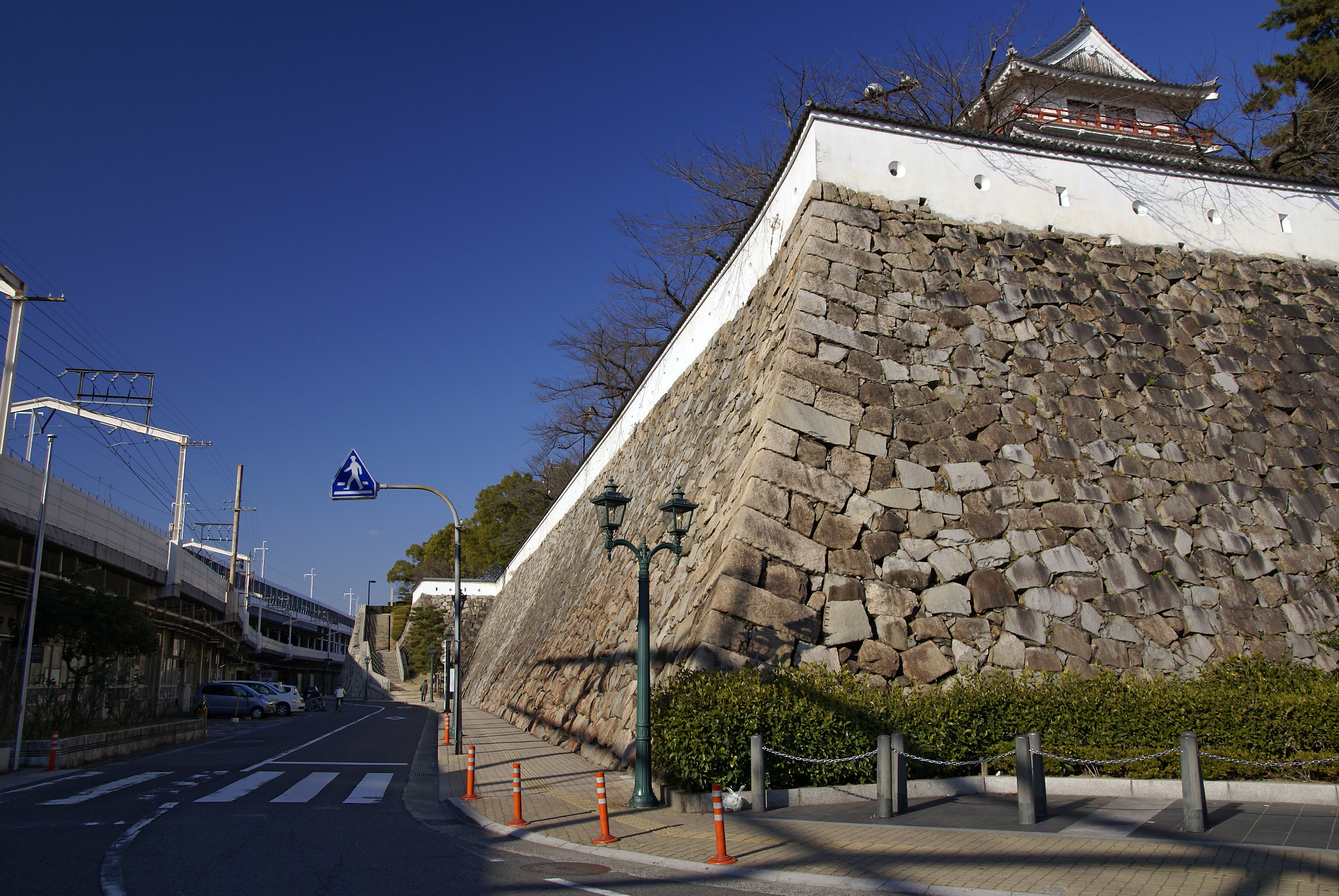
二の丸南側の石垣

福山城の石垣は多くで切込みハギと呼ばれる方形に整形された石が用いられ、布積と呼ばれる水平基調の石組みで構築されている。角部分は算木積と呼ばれる概ね縦横の比率が1：3の矩形の石材を交互に組み合わせる技法が用いられている（詳しくは石垣の積み方を参照）。これらは慶長時代に発達した構築技術の頂点に位置するもので、安定性が高く、今日に残される石垣のほとんどは積み直されることなく築城時のまま維持され、経年による孕みもほとんど見られない。ただし、雨による崩落は記録されているが、これは隙間が少なく排水性の悪い切込みハギの弱点が露呈したものと思われる。石垣の各所に見られる方形の穴はこの対策として設けられた排水口である。
石材の種類は花崗岩がほとんどを占め、主に福山沖の北木島や白石島などから調達されたと思われる。北木・白石島は福山城から直線距離で約20キロメートルに位置する笠岡諸島に属する島で、大坂城に用いられる石材の産地として知られ福山藩の領内でもあった。また、讃岐国から取り寄せられたり、廃城にされた神辺城からも石材が流用された可能性が高いと思われる。石材には10種類程度の刻印が確認され、二の丸南側の石垣などで多く見ることができる。なお、黄色っぽい花崗岩が白石島産、白石島産より黒味がかったものが北木島産、灰色のものが讃岐産だと考えられる。讃岐産は強度が比較的低いため三の丸等の低い石垣に用いられる傾向がある。
福山城の石垣で最も高いのは二の丸南側で現在は約10メートルであるが、本来の底部は埋め立てにより埋没しており往時は更に数メートル高かった。なお、この二の丸南面や天守台を始め各所に赤色で丸みを帯びた石が見られるが、これは福山大空襲の炎で表面が酸化し割れたものである。しかし、石材がこうした状態になりながらも未だ問題なく石垣が維持されているところに、福山城の石垣の安定性の高さをうかがえる。天守台や伏見櫓の櫓台、筋鉄門の石垣など重要な箇所は特に精巧な石組みとなっており、表面はハツリ仕上げと呼ばれる表面研磨が施されている。逆に三の丸など低い石垣は多くで大雑把な積み方となっており、石材もあまり加工されていないものが用いられている。

#### 防御施設
現在、本丸と二の丸の南側を中心に土塀が巡らされ狭間（さま）と呼ばれる射撃用の穴が開けられている。これらは天守と同時期に再建されたもので本来の塀は明治時代にすべて失われている。今日の狭間は長方形（矢狭間）1か所に円形（鉄砲狭間）2か所の順に並んでいる（□○○□○○□○○□…）が、往時は長方形1か所に円形1か所の比率（□○□○□○□…）で配置されていた。また、穴の大きさや位置も異なり往時の塀は背後を控え柱によって支えられていた。なお、2007年に福山駅前の発掘調査で塀の控え柱の跡が検出されたが、この調査から控え柱の規模は全国でも最大級であることが判明した。本丸筋鉄御門脇の屋根の付いた塀も土塀と同時に建てられたものであるが、これはここにあった多聞櫓を模擬的に再現したものである。
この他、福山城の特徴として「石落し」と呼ばれる俯射施設がないことが挙げられる（月見櫓の石落し風の施設は再建時に新たに加えられたもの）。石落しは近世城郭の多くに見られるものであるが、これを設けなかった理由についてはわかっていない。

#### 搦手の不備
福山城の北側は築城当初から堀や石垣が設けられず福山城の弱点とされている。俗説では江戸幕府に対する配慮として元和偃武の軍備縮小の方針に従い、また他の外様大名への関係を慮って搦手の防備設備の放棄を余儀なくされ、それを補うために後背地の小丸山や松山などを残して備えとしたとされるが、実際には防備を不完全にすることは「城」として意味をなさないことになるので、幕府の西国における拠点という築城の目的からすれば本末転倒といえる。そのため、予算不足、あるいは当初城背の吉津川を芦田川の本流にして後堅固とする計画が中止になったことにより、結果的に未完となった可能性が高いようである。しかし城北に位置する観音寺や妙政寺に残る石垣造は緊急時の北面の砦として建造されたことは間違いない。このことは洪水による工事の中断がありながら、普請（土木工事）を1年半という極めて短期で終えていることからも推測できる。あるいは、当初から実戦を想定せず、いわば張子の虎として城の威光を示せれば十分と判断された可能性も考えられる。いずれにしても、築城後に江戸幕府の盤石が決定的になったためか防備が見直されることはついになく、明治維新にはこの北側から新政府軍（長州軍）の城内への進入を容易に許し図らずも脆弱さを証明することになった。
ただし搦手が土塁で構成された点は、同時期に幕府が同じ西国の拠点として築城した明石城も共通している。この問題は大坂城真田丸のように小丸山や松山を野戦築城すれば解決するため、むしろ幕末期に野戦築城を行うノウハウの消失、藩主不在による防衛方針決定の混乱、藩財政の逼迫による築城資材・人員の不足、動員兵力の減少による籠城可能範囲の縮小といった環境の変化が根本にある。

## 文化財

### 有形文化財
重要文化財
伏見櫓：1933年（昭和8年）1月23日指定
筋鉄御門：1933年（昭和8年）1月23日指定
福山市指定重要文化財
鐘櫓：1979年（昭和54年）10月26日指定（多聞櫓を除く）
岡本家長屋門：1997年（平成9年）7月31日指定 三の丸御屋形の長屋門

### 史跡
国指定史跡
福山城跡：1964年（昭和39年）2月7日指定
福山市史跡
三之丸西御門櫓台跡：1972年（昭和47年）3月30日指定
三之丸北御門外桝石塁跡：1973年（昭和48年）3月31日指定
小丸山：1973年（昭和48年）5月24日指定

## 伝承

### 雅称
福山城の正式な名称は鉄覆山朱雀院久松城（てつおうざんすざくいんひさまつじょう）であり略して久松城であるとされる。「鉄覆山」の由来は天守の背面が鉄板で覆われていたことから、または敵を覆滅するという意味が込められたとされる。「朱雀」は南方を司る四神で福山城が備後国の南部に位置し南面していることから、「久松」は松寿長久の意が込められたとされる。ただし、この名称は江戸時代の文献には全く認められず近代になって創作された可能性が高いようである。なお、芦田川の北に位置したことから（水の北を陽というため）葦陽城とも呼ばれるが、これは江戸時代後期の詩が初見であり、後世に名付けられたものである。

### 宮本武蔵腰掛石

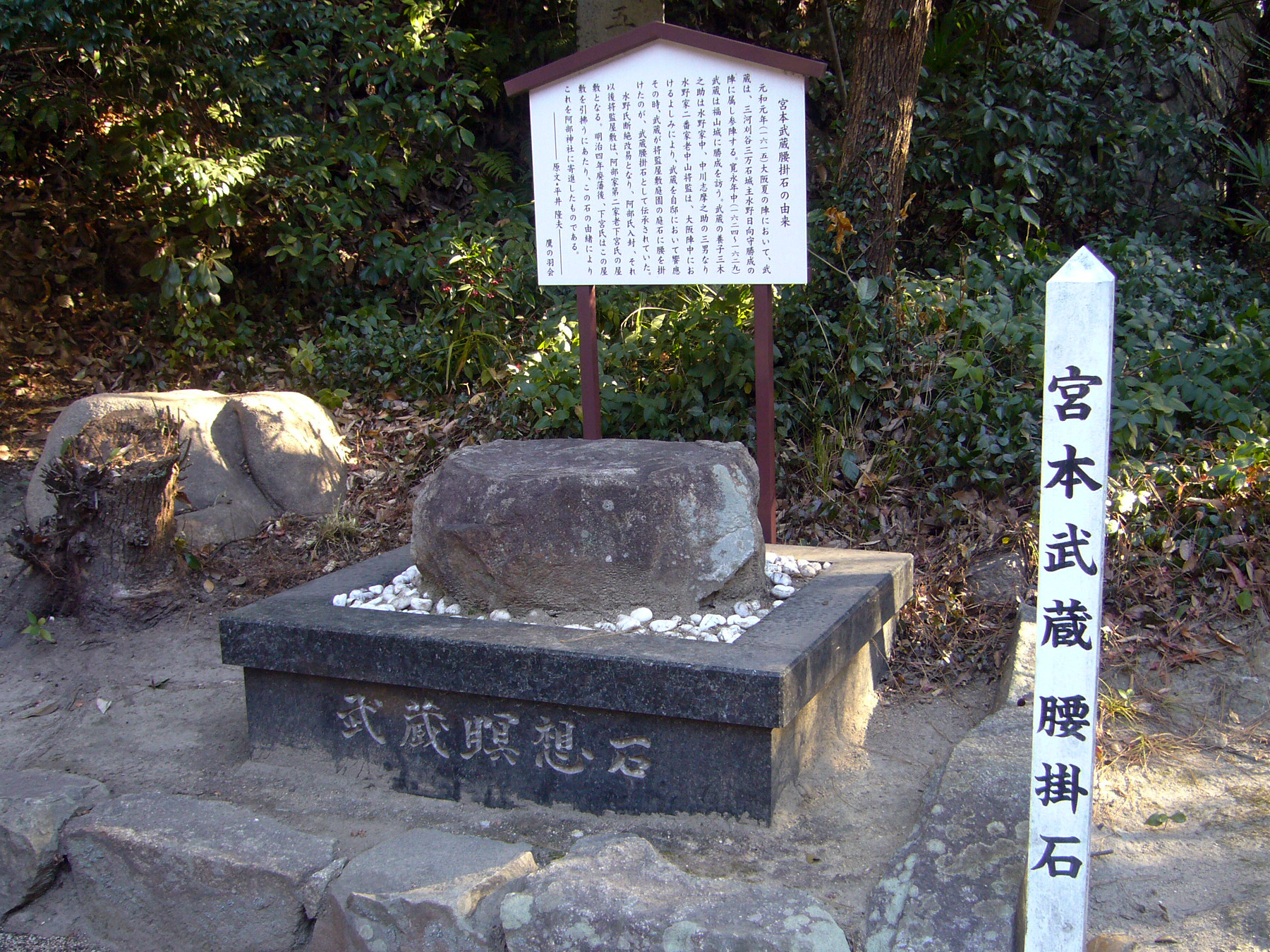
宮本武蔵腰掛石

水野家と親交のあった宮本武蔵が福山を訪れた際に腰掛けたといわれる石。現在は備後護国神社境内にあるが、元々は三の丸南側の家老「中山将監」屋敷の庭園（現在の福山ニューキャッスルホテル周辺）にあったと伝えられている。なお、宮本武蔵は大坂の陣では水野家の傘下で行動しており、中山将監の三男（三木之助）を自らの養子に取るなど縁があった。

### 四神相応
福山城の位置は四神相応に基づいたといわれ、東の吉津川、西の西国街道、南の瀬戸内海、北の松廼尾山がそれぞれ四神として見立てられている。ただし、山・川・道・澤を四神とする解釈が築城時に存在したかは疑問があり（詳しくは四神相応を参照）文献にも記述がないことから、後世の創作である可能性が高いようである。また、鬼門には艮（うしとら）神社と観音寺が裏鬼門には能満寺がそれぞれ守護として当てられている。

### 筋鉄御門移築説
筋鉄御門は伏見城から移築されたと説明されることも多いが、この説は昭和初期頃に創られた可能性が高いと考えられる。江戸時代の文献で伏見城から移築された建物として筋鉄御門を記載するものはひとつも見つかっておらず、1917年に発行された『福山の今昔』や1918年に発行された『備後商工史』などの書籍でも移築について記されていない。移築説が初めて登場するのは1932年（昭和7年）の大阪毎日新聞に掲載された郷土史家浜本鶴賓が執筆した記事だと思われ、これ以降、多くの書籍にこの説が載せられるようになった。
文献で「筋鉄御門」を移築と記したものはないものの、移築説の根拠とされるのが、多くで「鉄御門」が移築された建物として挙げられていることである。しかし、鉄御門とは明治初期まで二の丸南側に存在した別の門のことであり、本来はこの記述を根拠とすることはできない。そのため説の発生した原因として、名称が似る鉄御門が筋鉄御門と混同されるようになった、あるいは説の発生時期と前後する1933年に筋鉄御門が国宝に指定されることから、これを契機に箔付けしようと伝承をすり替えたなどが考えられる。なお、移築説を最初に主張したと思われる浜本鶴賓自身も1917年に発行された『福山の今昔』や1932年発行の『福山城誌』では移築に触れておらず、一貫して主張しているわけではない。
また、実証的な面からは外部意匠の柱・長押形の突出が少ない点が伏見城の建てられた慶長期の特徴と異なると指摘されており、内部においても1952年に解体修理が行われた際に門の部材からは伏見櫓に見られたような墨書や移築の痕跡が確認できなかったことにより移築を否定する見解が示されている。このように学術的な観点からは筋鉄御門が伏見城から移築された可能性を見出すのは困難であるが、2008年現在も書籍や筋鉄御門の案内板、福山城博物館のパンフレットなど数多くに伏見城から移築されたと記載されている。

## 祭り
福山城下には福山城築城を祝って始められたといわれる「とんど」と呼ばれる左義長が伝わっている。「見たか見てきたか福山の城を 前はお堀でボラが住む」と謡われ海につながり汽水であった福山城の外堀が名物となっていたことがうかがえる。この祭りにちなんで作られた「とんど饅頭」は福山の名物となっている。

## 作品

### 小説・漫画
井上雄彦『バガボンド』
202「増長」において本位田又八の心象に登場する。
井伏鱒二『お濠に関する話』
幕末の薩長軍と城兵の攻防を描く。

### 映像作品・ゲーム
映画『転校生 (1982年版)』
主人公たちが前の学校の友達と会った場所として登場する。
アニメ『かみちゅ!』
第11話「恋は行方不明」において「三枝みこ」と「一橋章吉」が二の丸東側の東坂口御門跡の手前でたい焼きを購入しその南側の公園でブランコに乗っている。
ゲーム『HARAKIRI』
1990年に発売されたPC-8801用のシミュレーションゲームHARAKIRIにおいて城のイメージに用いられている。

## 立地

### 所在地
- 〒720-0061 広島県福山市丸之内1丁目8番

### 交通アクセス
- 山陽新幹線および山陽本線 福山駅から徒歩0分（福山駅は旧三の丸にある）
- 山陽自動車道 福山東I.Cより車で約20分（付近有料駐車場多数あり）
- 広島空港より福山駅前行リムジンバスにて約1時間半

### 開園時間・休園日・入園料
福山城公園のうち本丸部分は夜間に閉鎖される。二の丸・三の丸部分は24時間入園可能であるが、夜間の二の丸帯曲輪部分は薄暗く人気も少ない。また、城の北側を横断する道路は近年までナンパスポットとして特に週末になると若者が集っていたが、これに対して近隣住民から苦情が相次ぐなど問題視され平成16年（2004年）12月から夜間（23:00〜6:00）通行止めにされている。
- 開園時間 - 6:00〜22:00（本丸）
- 休園日 - なし
- 入園料 無料

### 周辺情報
小坂山神社
市内北本庄町・阿部家9代藩主阿部正方の墓所がある。阿部家歴代藩主では唯一福山に所在する。
円照寺
市内北本庄町・明治維新に新政府軍の福山城攻め本陣として使われた。
三蔵稲荷神社
二の丸下段北側の城米蔵跡に建てられた。
福山八幡宮
水野勝種により福山城下にあった2つの神社を現在地に移されたもの。
聡敏神社
水野勝成公を奉る神社・福山八幡宮境内北西にある。
備後護国神社（旧阿部神社）
阿部家5代藩主正精が城内北の松山に勇鷹神社を拓いて明治15年に阿部神社と改称された。
広島県立歴史博物館
三の丸跡地に建てられている。南側を中心に福山城遺構の痕跡を示す表示が点在している。
ふくやま美術館
西外堀跡に建てられている。正面玄関を出た石畳から南側が概ね三の丸であった。
ふくやま文学館
「御池」と呼ばれる城内の湿地帯跡に建てられている。水野時代はこの池に舟を浮かべ藩主が遊覧したと伝えられている。
福山市人権平和資料館
東外堀へと続く水路跡に建てられている。この水路は備後護国神社前から下流が現存している。
福山市武道館（剣道・柔道場）
城北の松山中腹に建てられている。江戸時代末期まで武道館に続く道路の入口付近に天神社への参道があった。
福寿会館
二の丸北側にある貸会場で元は個人の別荘であった。藩政時代に城米蔵があった場所で福山城の遺構とは無関係だが国の登録有形文化財に登録されている。
実相寺 (福山市)
石垣の一部が移築されている。

### 福山城博物館

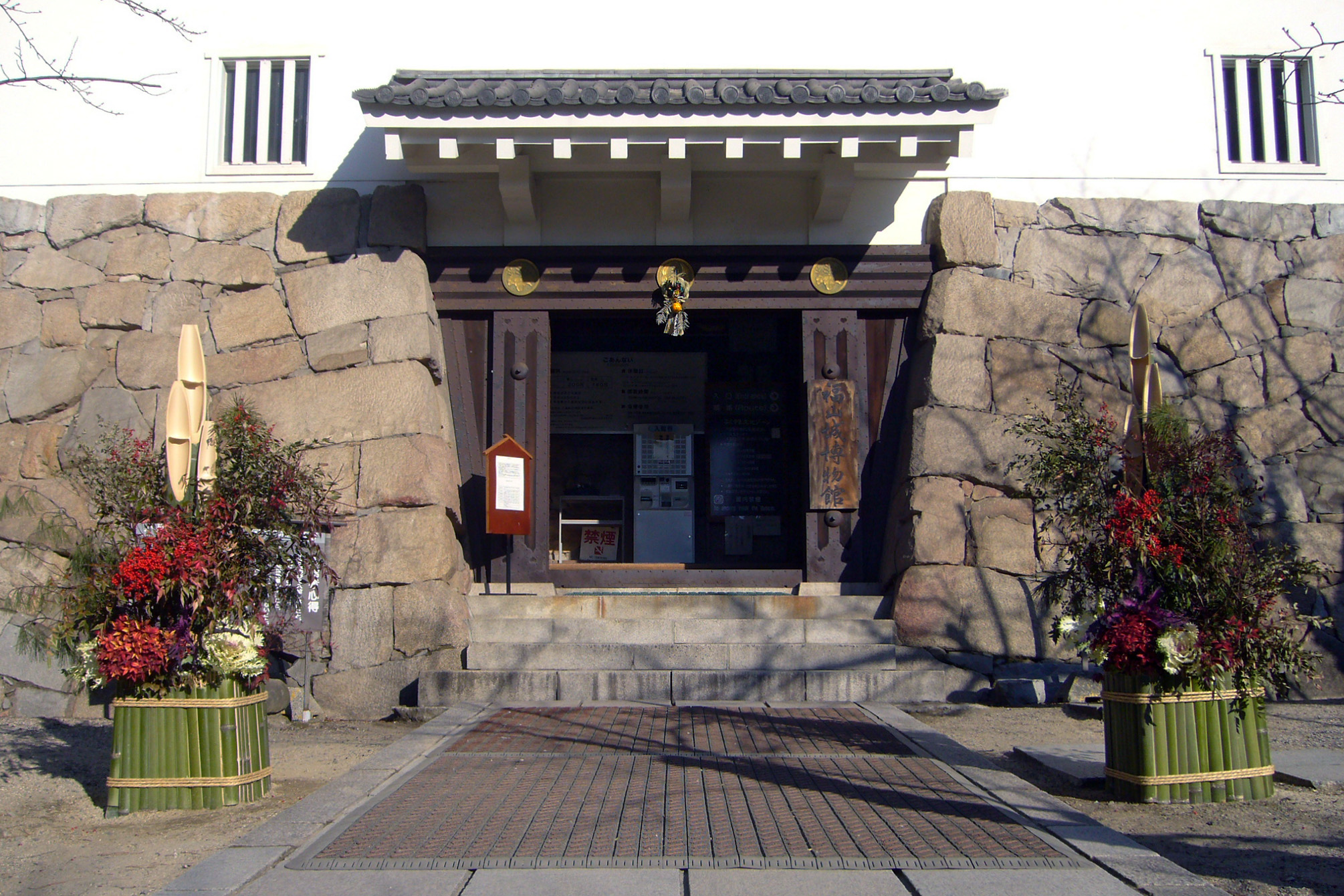
博物館入口

福山城博物館は、福山城公園内に1966年（昭和41年）に再建された福山城天守を利用して設置された博物館である。財団法人 ふくやま芸術文化振興財団が管理、運営している。
3階及び中4階の天井においてアスベストの使用が明らかとなり、2019年（令和元年）8月3日より休館し、対応を検討している。
展示品は歴代藩主の遺品や福山の歴史と文化に関する資料を中心としている。館内の撮影は最上階の展望台を除き禁止されている。
- 開館時間 - 9:00〜17:00（入館は16:30まで）
- 休館日 - 月曜日（祝日の場合は翌日）、12月28日〜12月31日
- 入館料 一般 200円 （※ 160円） 高校生以下、無料

（※は団体20名以上の場合）特別展の開催時は観覧料が異なることもある。
- 駐車場

有料（ただし、2022年8月28日のリニューアル後は混雑を回避するため無料で運営（2024年4月1日から有料化））。福山城博物館やふくやま美術館など周辺の文化施設の入館者は1時間まで無料となる。
- その他

展示室に空調設備（各所には扇風機が設置される）やエレベーターは設置されていない。
ウェブサイトとパンフレットは2005年にリニューアルされている。

## 文献について
福山城について書かれた書籍には文献にはない逸話が混在するものが多い。これは、昭和初期頃に福山城を体系的に研究した濱本鶴賓が福山城の価値を誇張するあまり、多くの逸話を創作したことに発端があると見られている。内容としては「天守は豊臣時代の大坂城が参考にされた」、「本丸御殿は聚楽第の建築が移された」、「伏見櫓も豊臣時代の伏見城から移された」など、豊臣秀吉を結び付けようとするものが多く、これらは建築学的な見地や文献から否定されている。また、筋鉄御門が伏見城から移されたとする説も濱本鶴賓が執筆した新聞記事が初見であると見られている（#筋鉄御門移築説を参照）。ただし、伏見櫓については昭和17年（1942年）に城戸久の実証的な研究により江戸時代の遺構であることが確実視されるようになったため、秀吉と結び付けられることはなくなっている。